# Liste der Baudenkmäler in Würzburg-Altstadt
In der Liste der Baudenkmäler in Altstadt sind die Baudenkmäler im Würzburger Stadtbezirk 01 Altstadt aufgelistet.
Diese Liste ist eine Teilliste der Liste der Baudenkmäler in Würzburg. Grundlage der Liste ist die Bayerische Denkmalliste, die auf Basis des bayerischen Denkmalschutzgesetzes vom 1. Oktober 1973 erstmals erstellt wurde und seither durch das Bayerische Landesamt für Denkmalpflege geführt und aktualisiert wird. Die folgenden Angaben ersetzen nicht die rechtsverbindliche Auskunft der Denkmalschutzbehörde.

## Baudenkmäler

### A
| Lage                                              | Objekt                                                                   | Beschreibung | Akten-Nr.      | Bild                                          |
| ------------------------------------------------- | ------------------------------------------------------------------------ | --- | -------------- | --------------------------------------------- |
| Alte Kasernstraße 18 (Standort)                   | Portal- und Fensterrahmung des ehemaligen fürstbischöflichen Gästehauses | Profilierte Türrahmung mit Oberlicht, Sandstein, barock, Balthasar Neumann, erste Hälfte 18. Jahrhundert, in Neubau einbezogen | D-6-63-000-8   | weitere Bilder                                |
| Alte Mainbrücke 4, Main (Standort)                | Alte Mainbrücke                                                          | Siebenjochige Bogenbrücke, mit Rampen und Treppenanlagen, 1473–1543 errichtet, Veränderungen im 19./20. Jahrhundert, Wiederaufbau nach Teilzerstörung nach 1945 Zwölf monumentale Brückenfiguren, Sandstein, um 1900 nach barocken Originalen von Sebastian und Volkmar Becker und Claude Curé, 1724–1746 | D-6-63-000-10  | weitere Bilder                                |
| Am Bruderhof 1, Plattnerstraße 11 (Standort)      | St.-Burkardus-Haus, katholisches Bildungshaus                            | Mehrflügelige Anlage, anstelle des ehemaligen Domkreuzgangs, 1954 von Hans Schädel und Gustav Heinzmann; mit künstlerischer Ausstattung | D-6-63-000-728 | St.-Burkardus-Haus, katholisches Bildungshaus |
| Augustinerstraße 7 (Standort)                     | Wohn- und Geschäftshaus                                                  | Viergeschossiger Satteldachbau mit reliefgeschmücktem Erker in Ecklage, Sandsteinfassade in Formen der Spätgotik und Renaissance, Historismus, 1902, Wiederaufbau nach 1945 | D-6-63-000-24  | weitere Bilder                                |
| Augustinerstraße 9 (Standort)                     | Verwaltungs-Hochhaus                                                     | Siebengeschossiger Walmdachbau mit umlaufendem Konsolgesims und Erdgeschosspassage, erstes Hochhaus in Bayern, Neue Sachlichkeit, Christoph Mayer und Franz Kleinsteuber, 1928–1930 | D-6-63-000-25  | BW                                            |
| Augustinerstraße 17, Ursulinergasse 12 (Standort) | Kloster Mariä Verkündigung, katholisches Ursulinenkloster                | Klosterkapelle, ehemalige Antoniterkirche, Saalbau mit Schopfwalmdach, Chor mit Strebepfeilern und Dreiseitschluss, im Kern spätgotisch, um 1500, barocke Umgestaltung 1725, beim Wiederaufbau 1972 im Westen verkürzt, mit Ausstattung Konventsgebäude, zwei sich kreuzförmig durchdringende dreigeschossige Mansardwalmdachflügel mit zurückhaltender Sandsteingliederung, Barock, 1738 über älterem Kern, Wiederaufbau nach 1945; mit Ausstattung Portal und Pforte, Sandstein, Barock, um 1700 Nepomuk-Figur, Sandstein, Barock, bezeichnet „1720“ Sprechzimmergitter, Schmiedeeisen, Rokoko, Markus Gattinger, um 1750 | D-6-63-000-26  | weitere Bilder                                |
| Augustinerstraße 24 (Standort)                    | Gartenpavillon des ehemaligen Augustinerklosters                         | Eingeschossiger dreiseitig durch Rundbögen geöffneter Laubenbau mit Walmdach, kräftig gegliederte Putzfassade mit Säulengliederung, barock, Joseph Greissing zugeschrieben, 1710/1715 | D-6-63-000-27  | weitere Bilder                                |
| Augustinerstraße 24 (Standort)                    | Polizeidirektion                                                         | Fünfgeschossiger Hauptbau und dreigeschossiger Anbau mit flachem Walmdach, Skelettbauweise mit filigranem Stahl-Dachtragwerk, Nachkriegsmoderne, Rudolf Schlick, 1956–1958 | D-6-63-000-803 | Polizeidirektion                              |

### B
| Lage                                                                                 | Objekt | Beschreibung | Akten-Nr.      | Bild |
| ------------------------------------------------------------------------------------ | --- | --- | -------------- | --- |
| Badergasse 13 (Standort)                                                             | Hoftor | Profilierte Pfeiler mit Korbbogen, Barock, Kalkstein, 18. Jahrhundert | D-6-63-000-29  | weitere Bilder |
| Bahnhofplatz (Standort)                                                              | Laufbrunnen | Zwei gestaffelt übereinander angeordnete Brunnenschalen mit Inschriftsockel und Figurenbekrönung Heiliger Kilian in geschwungenem Brunnenbecken, Marmor und Bronze, Neorenaissance, Balthasar Schmitt, 1894–1896 | D-6-63-000-30  | weitere Bilder |
| Bahnhofplatz (Standort)                                                              | Zwei Trophäen des ehemaligen Prinzregentendenkmals | Kalkstein, Historismus, 1877 | D-6-63-000-801 | weitere Bilder |
| Bahnhofstraße 2, 4, 6 (Standort)                                                     | Stift Haug | Ehemalige Stiftskirche, nach 1803 katholische Pfarrkirche Stift Haug, kreuzförmige Wandpfeilerbasilika mit Vierungskuppel und Laterne sowie Zweiturmfront mit dreifachen Haubenstaffelungen, Schaufassade mit Sandsteingliederung und Figurennischen, Frühbarock, Antonio Petrini, 1670–1691, Wiederherstellung bis 1964; mit Ausstattung Ehemaliges Hauger Kapitelshaus, dreigeschossiger Satteldachbau mit zwei Portalen und Sandsteingliederung, Barock, unter Beteiligung von Joseph Greissing, Antonio Petrini, Valentino Pezzani und Ignaz Schüler, 1699–1703, Wiederaufbau 1969–1973 | D-6-63-000-31  | weitere Bilder |
| Bahnhofstraße 8 (Standort)                                                           | Wiedereingebautes Portal | Sandstein, Renaissance, zweite Hälfte 16. Jahrhundert, darüber Relief Pietà, Sandstein, Barock, 18. Jahrhundert | D-6-63-000-732 | weitere Bilder |
| Bahnhofstraße 11 (Standort)                                                          | Stiftsherrenkurie, ehemaliger Hauger Stiftshof Murrelini | Zweigeschossiger Mansardwalmdachbau mit Mittelportal, Putzmauerwerk mit Sandsteingliederung, Zopfstil, Franz Ignaz Michael Neumann, bezeichnet „1775“, Wiederaufbau 1946–1949 | D-6-63-000-33  | weitere Bilder |
| Barbarossaplatz 2 (Standort)                                                         | Hotel Würzburger Hof | Viergeschossiger Mansardwalmdachbau in Ecklage, Stuckfassade, Neubarock, 1924–1925 | D-6-63-000-35  | weitere Bilder |
| Barbarossaplatz 4 (Standort)                                                         | Fassade | Viergeschossige verschiedenfarbige Sandsteinfassade mit Balkon in Ecklage, helles Quadermauerwerk mit roter Gliederung, Neurenaissance, Friedrich Buchner, 1878/79 | D-6-63-000-36  | weitere Bilder |
| Beim Grafeneckart 1; Beim Grafeneckart 2; Rückermainstraße 2; Langgasse 1 (Standort) | Rathaus | Historisch gewachsene Gruppe von Bauten verschiedener Epochen, die ganze Anlage 1947–1951 wiederaufgebaut Grafeneckartbau, fünfgeschossiger massiver Satteldachbau und Turm mit Spitzhelm und Laterne, romanischer Kern um 1200, gotischer Umbau mit Turmerhöhung 1453, Aufstockung mit Renaissance-Volutengiebel durch Wolf Behringer 1593/94, Barockportal bezeichnet 1695; Kellerbau, frühes 15. Jahrhundert, mit ehemaliger Ratskapelle, gotisch, 1399 Roter Bau, zweigeschossiger Satteldachbau mit reich gegliederter Rotsandsteinfassade und Volutengiebel, Renaissance, Philipp Preiss und Sebastian Villinger, 1659/60 Ehemaliges Klostergebäude der unbeschuhten Karmeliten, seit Abbruch der Klosterkirche als dreigeschossige verputzte Dreiflügelanlage mit geohrten Fensterrahmungen und Walmdächern in Erscheinung tretend, Mittelrisalit mit Mansardwalmdach und Kolossalgliederung, barock, um 1720 Erweiterungsbau an der Karmelitenstraße, langgestreckter dreigeschossiger Satteldachbau mit reicher Rotsandsteinfassade, Dachaufbau verändert, Neurenaissance, Peter Bernatz, 1898/99 | D-6-63-000-37  | weitere Bilder |
| Beim Grafeneckart 11 (Standort)                                                      | Ehemaliges Haus zum Hirschen, Wohnhaus | Dreiseitig freistehender dreigeschossiger Mansardwalmdachbau mit Eckpilastern und geohrten Fensterrahmungen, zwei Hausmadonnen und Relief mit Hirschjagd, Barock, Balthasar Neumann, 1726/27, Wiederherstellung 1952 | D-6-63-000-39  | weitere Bilder |
| Beim Grafeneckart (Standort)                                                         | Vierröhrenbrunnen | Geschweiftes Brunnenbecken mit mittigem Obelisken und reichem Figurenschmuck, unter anderem Allegorie der Franconia und der vier Kardinaltugenden, Sandstein, barock, Johann Peter Wagner nach Entwürfen von Lukas von der Auwera, 1763–1766, Renovierung 1868 | D-6-63-000-40  | weitere Bilder |
| Berliner Platz 7 (Standort)                                                          | Wohn- und Geschäftshaus | Dreigeschossiger gestaffelter Mansardwalmdachbau mit Loggia und Altan, gegliederte Sandsteinquaderfassade, Neobarock, 1903, vereinfachender Wiederaufbau nach 1945 | D-6-63-000-41  | weitere Bilder |
| Berliner Platz 12; Schweinfurter Straße 2 (Standort)                                 | Ehemaliges Direktionsgebäude der Deutschen Reichsbahngesellschaft | Schlossartiger viergeschossiger Walmdachbau, runde Ecktürme mit welschen Hauben, Erdgeschossrustika mit Bossenportal, reduziert historisierend, A. Wünscher, 1928 | D-6-63-000-789 | weitere Bilder |
| Bibrastraße (Standort)                                                               | Hoftor | Doppeltorige Spitzbogenöffnung mit tiefem profiliertem Gewände und Säulenstellungen, Kalkstein, frühgotisch, um 1200 | D-6-63-000-42  | weitere Bilder |
| Bibrastraße 6 (Standort)                                                             | Portal | Korbbogige Öffnung mit Rustikagliederung, Kalkstein, Barock, erste Hälfte 18. Jahrhundert | D-6-63-000-43  | weitere Bilder |
| Bibrastraße 14 (Standort)                                                            | Wohnhaus | Dreigeschossiger Satteldachbau in Traufstellung mit Rustika-Durchfahrt und geohrten Fensterrahmungen, Spätbarock, zweite Hälfte 18. Jahrhundert | D-6-63-000-44  | weitere Bilder |
| Bismarckstraße 4 (Standort)                                                          | Wohn- und Geschäftshaus | Viergeschossiger Satteldachbau mit übergiebeltem Mittelerker, alter Ladeneinbau, Backstein mit Sandsteingliederung, Historismus, 1891 | D-6-63-000-45  | weitere Bilder |
| Bismarckstraße 5, 6 (Standort)                                                       | Mietshaus | Viergeschossiger Satteldachbau mit Eckerker und -balkon in Ecklage, Backstein mit Sandsteingliederung, Historismus, bezeichnet mit „1891“ | D-6-63-000-46  | weitere Bilder |
| Bismarckstraße 7 (Standort)                                                          | Mietshaus | Viergeschossiger Satteldachbau über hohem Kellergeschoss, Sandsteinquaderfassade mit Eckrisaliten, reicher Gliederung und schmiedeeisernen Balkonen, Neorokoko, 1896 | D-6-63-000-48  | weitere Bilder |
| Bismarckstraße 12a-d (Standort)                                                      | Wohnanlage | Dreiflügeliger zweigeschossiger Mansardwalmdachbau, barockisierender Heimatstil, Anton Eckert, 1915–1917 | D-6-63-000-1   | weitere Bilder |
| Bismarckstraße 13 (Standort)                                                         | Villa | Vielgliedriger zweigeschossiger Walmdachbau mit Dachterrasse und Turm, Risalite mit Blendgiebeln, Erker und Altan, Glasvordach, Backstein mit Sandsteingliederung, Neurenaissance, J. Weber, bezeichnet 1891; mit Ausstattung Zugehöriger eingefriedeter Garten | D-6-63-000-49  | weitere Bilder |
| Bismarckstraße 15 (Standort)                                                         | Mietshaus | Viergeschossiger Mansardwalmdachbau mit Eckrisalit, Erker und Balkon, Putzmauerwerk mit Sandsteingliederung, Neubarock, Georg Schacht, 1896 Zugehörige Einfriedung, Steinpfeiler mit schmiedeeisernen Zaunelementen | D-6-63-000-50  | weitere Bilder |
| Bismarckstraße 16 (Standort)                                                         | Villa | Zweigeschossiger Walmdachbau mit übergiebelten Risaliten, Altan und Eckturm mit Zeltdach, Backstein mit Sandsteingliederung über Kalkstein-Rustikasockel, Neorenaissance, Franz Osterberg, 1893 Einfriedung, schmiedeeiserner Gartenzaun | D-6-63-000-51  | weitere Bilder |
| Blasiusgasse 9 (Standort)                                                            | Hausmadonna | Sandstein, Barock, Antonio Bossi, 18. Jahrhundert (Abguss, Original im Mainfränkischen Museum) Laternenhalter, Schmiedeeisen, Rokoko, Johann Georg Oegg, um 1740 Treppenhaus mit Sandsteinbrüstungen, Barock, erste Hälfte 18. Jahrhundert | D-6-63-000-55  | weitere Bilder |
| Bockgasse 3 (Standort)                                                               | Wohnhaus | Dreigeschossiger Satteldachbau mit verspringender Fassadenflucht, Putzmauerwerk mit geohrten Fensterrahmungen, 18. Jahrhundert | D-6-63-000-734 | weitere Bilder |
| Bohnesmühlgasse 1 (Standort)                                                         | Wohnhaus | Dreigeschossiger Mansardwalmdachbau mit verschiefertem Belvedereaufbau, weit vorstehende übergiebelte Eckrisalite an Dreiflügelbau erinnernd, Putzmauerwerk mit Sandsteinrahmungen, Klassizismus, wohl Peter Speeth, um 1810 | D-6-63-000-59  | weitere Bilder |
| Bohnesmühlgasse 5 (Standort)                                                         | Wohnhaus | Dreigeschossiger Walmdachbau, Putzmauerwerk mit profilierten und geohrten Sandsteinrahmungen, spätes 18. Jahrhundert | D-6-63-000-60  | weitere Bilder |
| Bohnesmühlgasse 7 (Standort)                                                         | Wohnhaus | Zweigeschossiger Mansardwalmdachbau, Putzmauerwerk mit geohrten Sandsteinrahmungen, Neobarock, Georg Schacht, 1900 | D-6-63-000-61  | weitere Bilder |
| Bohnesmühlgasse 16; Koellikerstraße 11 (Standort)                                    | Volksschule im Elisabethenheim, ehemaliges, ab 1867 in der Bohnesmühlgasse befindliches, katholisches Mädchenheim mit angegliederter Schule und Altenheim                   | Dreigeschossiger Dreiflügelbau mit Walmdächern, älterer Teil mit barockisierender Fassade und Eingangsportal in Form eines barocken Torbaus mit Tympanonrelief Christus väterlicher Fürsorger, Putzmauerwerk mit Stuck- und Sandsteingliederungen über Rustikasockel, bezeichnet „1913“, angeglichener Erweiterungsbau in schlichtem Putzmauerwerk mit erhöhtem Treppenhaus und Hauskapelle, konservative Moderne, 1933–1935 | D-6-63-000-285 | Volksschule im Elisabethenheim, ehemaliges, ab 1867 in der Bohnesmühlgasse befindliches, katholisches Mädchenheim mit angegliederter Schule und Altenheim |
| Bronnbachergasse 1 (Standort)                                                        | Fassadenreste des ehemaligen Bronnbacher Hofs | Im Erdgeschoss, 17. Jahrhundert mit mittelalterlichem Kern | D-6-63-000-66  | weitere Bilder |
| Bronnbachergasse 8 a (Standort)                                                      | Fichtelhof, ehemalige Niederlassung des Klosters Himmelspforten | Dreiflügelanlage um einen Innenhof, zweigeschossiges traufständige Hauptgebäude über hohem Kellersockel mit Mansarddach, reicher Barockfassade mit Portaldurchfahrt, Barock, Balthasar Neumann, 1724, über älterem Kern, 1952–1954 wiederaufgebaut | D-6-63-000-67  | weitere Bilder |
| Bronnbachergasse 14 (Standort)                                                       | Hausmadonna | Immaculata, Sandstein, 18. Jahrhundert | D-6-63-000-68  | weitere Bilder |
| Bronnbachergasse 18 a (Standort)                                                     | Hausmadonna | Mariä Himmelfahrt, Sandstein, barock, 18. Jahrhundert | D-6-63-000-70  | weitere Bilder |
| Bronnbachergasse 41 (Standort)                                                       | Wohnhaus | Dreigeschossiger traufständiger Satteldachbau mit reich gestaltetem Portal und geohrten Rahmungen (in der Gliederung dem benachbarten Hof Kleinmaidbronn angeglichen), hochbarock, um 1715, Wiederaufbau 1949/50 | D-6-63-000-71  | weitere Bilder |
| Bronnbachergasse 43 (Standort)                                                       | Ehemaliger Hof Friedberg oder Kleinmaidbronn, Wohngebäude, | Dreigeschossige Dreiflügelanlage mit Walmdach sowie Arkadenmauer um einen Innenhof, Fassade mit Rustikadurchfahrt und geohrten Rahmungen, Barock, Joseph Greissing, 1711, bezeichnet „1715“, Wiederaufbau 1972/73 | D-6-63-000-72  | weitere Bilder |
| Burkarderstraße 22 (Standort)                                                        | Wohnhaus | Dreigeschossiger Mansardwalmdachbau, Putzmauerwerk mit geohrten Sandsteinrahmungen und Figurenportal, barock, bezeichnet 1755, Wiederaufbau 1954 Hausmadonna, Sandstein, barock, Johann Wolfgang von der Auwera, Mitte 18. Jahrhundert | D-6-63-000-77  | weitere Bilder |
| Burkarderstraße 26 (Standort)                                                        | Ehemaliger Konvikthof von St. Burkard | Ruine, zwei Mauerecken und Rundbogenportal mit Pilastern und Fratzenschlussstein, Sandstein, Spätrenaissance, 17. Jahrhundert | D-6-63-000-78  | weitere Bilder |
| Burkarderstraße 28 (Standort)                                                        | Wohnhaus | Dreigeschossiger Mansarddachbau mit geohrten Sandsteinrahmungen, barock, Balthasar Neumann, 1719, Rekonstruktion 1949 | D-6-63-000-79  | weitere Bilder |
| Burkarderstraße 30 (Standort)                                                        | Wohnhaus | Dreigeschossiger Mansarddachbau, Putzmauerwerk mit geohrten Sandsteinrahmungen und übergiebeltem Portal, barock, Balthasar Neumann, 1719, Rekonstruktion 1949 | D-6-63-000-80  | weitere Bilder |
| Burkarderstraße 32 (Standort)                                                        | Wohnhaus | Dreigeschossiger Mansarddachbau in Ecklage, Putzmauerwerk mit geohrten Fensterrahmungen, barock, Balthasar Neumann, 1719, Wiederaufbau 1949 | D-6-63-000-81  | weitere Bilder |
| Burkarderstraße 38 (Standort)                                                        | Wohnhaus mit Hoftor | Wohnhaus zweigeschossiger Mansarddachbau mit giebelseitigem Halbwalm, Putzmauerwerk mit schlichten Werksteinrahmungen, spätbarock, Ende 18. Jahrhundert Hoftor, rustizierter Rundbogen mit Fratzenschlussstein, Kalkstein, 17./18. Jahrhundert | D-6-63-000-82  | weitere Bilder |
| Burkarderstraße 40 (Standort)                                                        | Katholisches Pfarrhaus St. Burkard | Zweigeschossiger Satteldachbau mit rustizierten Werksteinkanten und geohrten Rahmungen in Ecklage, barock, frühes 18. Jahrhundert Barocknische mit Madonna, Sandstein, 18. Jahrhundert | D-6-63-000-83  | weitere Bilder |
| Burkarderstraße 42 (Standort)                                                        | Katholische Pfarrkirche St. Burkard, ehemals Benediktinerklosterkirche St. Andreas, der Überlieferung nach um 750 erster Bischofssitz Würzburgs, ab 1464 Ritterstiftskirche | Dreischiffige Basilika mit erhöht über einer Straßendurchfahrt liegendem 5/8-Chor und breitem Querschiff, Sattel- und Pultdächer, in den Zwickeln zwischen Langhaus und Querschiff ursprüngliche Chorflankentürme mit achteckigen Obergeschossen und steinernen Turmhelmen, Langhaus mit haubenbedecktem Giebelreiter über Konsole, auf der Nordseite offene Vorhalle mit Rundbögen und Walmdach, Putzmauerwerk mit Sandsteingliederungen diverser Epochen, Kernbau mit Langhaus und Türmen romanisch, 11.–13. Jahrhundert, Vorhalle um 1170, Chor und Querschiff spätgotisch, 15.–17. Jahrhundert, Straßendurchfahrt bezeichnet „1491“, historisierende Erneuerung 1857/58 und 1894, Wiederherstellung nach Teilzerstörung 1948; mit Ausstattung Ölberg, Sandstein, barock, Johann Wolfgang von der Auwera, 18. Jahrhundert | D-6-63-000-84  | weitere Bilder |
| Burkarderstraße, in der Stützmauer hinter der Kirche (Standort)                      | Relief | Tafel mit Rahmung und figürlicher Darstellung, Sandstein, wohl mittelalterlich | D-6-63-000-85  | weitere Bilder |
| Büttnerstraße 25 (Standort)                                                          | Wohnhaus | Zweigeschossiger giebelständiger Satteldachbau mit verputztem Fachwerkgiebel und Zinkgussgiebelschmuck, Putzmauerwerk mit geohrten Sandsteinrahmungen, 18./19. Jahrhundert | D-6-63-000-736 | weitere Bilder |
| Büttnerstraße 70 (Standort)                                                          | Fassade | Erdgeschoss mit geohrten Rahmungen, barock, bezeichnet 1725 | D-6-63-000-74  | BW |

### D
| Lage                                    | Objekt                                                                         | Beschreibung | Akten-Nr.      | Bild            |
| --------------------------------------- | ------------------------------------------------------------------------------ | --- | -------------- | --------------- |
| Domerpfarrgasse 10 (Standort)           | Gartenmauer und Rundbogenportal                                                | mit Reliefschmuck, Sandstein, barock, um 1700/1710 | D-6-63-000-90  | BW              |
| Domerpfarrgasse 10 (Standort)           | Hausmadonna                                                                    | Sandstein, barock, 18. Jahrhundert | D-6-63-000-90  | weitere Bilder  |
| Domerschulstraße 1 (Standort)           | Domherrnhof, ehemaliger Hof Heideck, jetzt Teil der Theresienklinik            | Geschlossene zweigeschossige Anlage mit Satteldächern um unregelmäßigen Binnenhof, Fassade mit geohrten Sandsteinrahmungen und Bossenportal, Frühbarock, Michael Kern, bezeichnet 1626, im Hof polygonaler Renaissance-Treppenturm mit Zwiebelhaube, 16./17. Jahrhundert; Wappenstein, Sandstein, bezeichnet 1675; sowie zwei Barockportale, Sandstein, bezeichnet 1625 und 1681, Wiederaufbau 1952/53 | D-6-63-000-91  | weitere Bilder  |
| Domerschulstraße 2 (Standort)           | Ehemaliger Domherrenhof Marmelstein, jetzt Bischöfliches Ordinariat            | Dreigeschossiger Walmdachbau mit gewölbter sechsjochiger Durchfahrt und zurückhaltender Sandsteingliederung in Ecklage, zugehörig zwei zweigeschossige Seitenflügel mit Satteldach, Barock, Balthasar Neumann, 1747, Wiederaufbau um 1950 | D-6-63-000-92  | weitere Bilder  |
| Domerschulstraße 3 (Standort)           | Ehemaliger Domherrenhof Seebach oder Hof Luden, jetzt Teil der Theresienklinik | Innerhalb der Neubauten von 1952 und 1957 zweigeschossige Kapelle mit Satteldach und polygonalem Treppenturm mit Zeltdach, spätgotische Maßwerkfenster, bezeichnet mit 1492, Renaissanceportal um 1600; in der Kapelle Deckenausmalung von 1611 (Engel mit Leidenswerkzeugen); zur Straße breit gelagertes Stufenportal, mittelalterlich | D-6-63-000-93  | BW              |
| Domerschulstraße 13 (Standort)          | Portal des ehemaligen Hofes zum Kleinen Stern                                  | Korbbogenportal mit Diamantquadern, Sandstein, Spätrenaissance, 17. Jahrhundert, erneuert | D-6-63-000-94  | weitere Bilder  |
| Dominikanergasse 4 (Standort)           | Wohnhaus, ehemaliger Hof zum Kleinen Löwen                                     | Dreigeschossiger Traufseitbau mit Satteldach, Putzmauerwerk mit geohrten Rahmungen und Toreinfahrt mit Löwenrelief, bezeichnet mit „1654“, Umbau 18. Jahrhundert, Wiederaufbau 1950 | D-6-63-000-98  | weitere Bilder  |
| Dominikanergasse 6 (Standort)           | Wohnhaus, ehemaliger Hof zum Großen Löwen                                      | Traufseitbau mit Satteldach, Putzmauerwerk mit geohrten Fensterrahmungen und zwei Pilasterportalen, barock, erste Hälfte 18. Jahrhundert, Wiederaufbau 1949 | D-6-63-000-99  | weitere Bilder  |
| Dominikanerplatz 2 (Standort)           | Ehemaliges Dominikanerkloster, jetzt Augustinerkloster                         | Katholische Klosterkirche, dreischiffige Basilika mit langgestrecktem eingezogenen Mönchschor und Portalfassade, verschieferter Dachreiter mit Haube und Laterne, Chor frühgotisch, 1266–1270, Langhaus barock, Balthasar Neumann 1741–1744, Wiederherstellung bis 1948; mit Ausstattung Klosternebengebäude, zweigeschossiger Satteldachbau mit profilierten Fensterrahmungen, Renaissance, 16./17. Jahrhundert, Wiederaufbau nach 1945 Klostermauer mit Tor und Pforte, Barock, um 1700 | D-6-63-000-100 | weitere Bilder  |
| Dominikanerplatz 2 (Standort)           | Hausmadonna                                                                    | Reich gestaltete Nische mit farbig gefasster Madonna, Sandstein, Barock, frühes 18. Jahrhundert | D-6-63-000-101 | weitere Bilder  |
| Dominikanerplatz 8 (Standort)           | Korbbogenportal                                                                | Mit Pilastern, Kalkstein, Barock, frühes 18. Jahrhundert, in Neubau von ca. 1935 integriert | D-6-63-000-102 | Korbbogenportal |
| Domstraße 40 (Standort)                 | Fassade                                                                        | Sechsbogige Schaufensterarkade mit profilierten Pfeilern und Rundbögen im Erdgeschoss, Sandstein, Barock, um 1700 | D-6-63-000-103 | Fassade         |
| Domstraße 42; Kiliansplatz 4 (Standort) | Katholischer St.-Kilians-Dom                                                   | Kreuzförmige dreischiffige Pfeilerbasilika mit Westwerk und Chorflankentürmen, eingezogener Chor mit Rundapsis, Putzmauerwerk mit romanischen und neoromanischen Sandsteingliederungen, Gründung zweite Hälfte 9. Jahrhundert, Westwerk erste Hälfte 11. Jahrhundert, Neubau der Basilika zweite Hälfte 11. Jahrhundert, Erneuerung im 12. Jahrhundert, Neugestaltung der Ostteile erste Hälfte 13. Jahrhundert, Einwölbung 1608, barocke Stuckverkleidung durch Pietro Magno frühes 18. Jahrhundert, nach Kriegszerstörung vereinfachende Wiederherstellung bis 1967; mit Ausstattung Sakristeianbauten, zwei symmetrische eingeschossige Walmdachanbauten mit Sandsteingliederung, Barock, Balthasar Neumann, 1749 Grabkapelle, sogenannte Schönbornkapelle, überkuppelter Zentralbau mit Laterne, Sandsteinquaderbau mit Figurenportal, Barock, Balthasar Neumann nach Plänen von Johann Maximilian von Welsch unter Einfluss eines Entwurfs von Johann Lucas von Hildebrandt, 1721–1736; mit Ausstattung Domkreuzgang, vierflügeliger Bau mit Maßwerkfenstern, spätgotisch, 1420–1453; mit Ausstattung Kapitelhaus mit Sepultur, zweigeschossiger Satteldachanbau, spätgotisch, 1458–1466, Wiederherstellung nach 1945 unter Veränderung des Obergeschosses | D-6-63-000-104 | weitere Bilder  |
| Dreikronenstraße 7 (Standort)           | Wappenstein                                                                    | Handwerkerzeichen der Fischer- und Schifferzunft in Rahmung mit Engelsköpfen und Widderkopf, Sandstein, 18. Jahrhundert | D-6-63-000-107 | Wappenstein     |
| Dreikronenstraße 11 (Standort)          | Hausmadonna                                                                    | Sandstein, wohl 18. Jahrhundert | D-6-63-000-108 | Hausmadonna     |
| Dürerstraße 5 (Standort)                | Mietshaus                                                                      | Dreigeschossiger Walmdachbau mit Erkern in Ecklage, verschiedenfarbiger Backstein und bemalte Putzflächen, um 1900 | D-6-63-000-740 | BW              |
| Dürerstraße 12 (Standort)               | Bildstock                                                                      | Geschwungener Inschriftsockel mit Tabernakelaufsatz und eingestellter Madonna, Sandstein, barock, um 1750, erneuert | D-6-63-000-110 | BW              |

### E
| Lage                           | Objekt                                                                                  | Beschreibung | Akten-Nr.      | Bild           |
| ------------------------------ | --------------------------------------------------------------------------------------- | --- | -------------- | -------------- |
| Ebracher Gasse 1 (Standort)    | Städtische kaufmännische Berufsschule                                                   | Dreigeschossiger Dreiflügelbau mit Walmdächern in Ecklage, Sandsteinquaderfassade mit Risaliten, Neurenaissance, Peter Bernatz, 1897–1899 | D-6-63-000-112 | weitere Bilder |
| Ebracher Gasse 2 (Standort)    | Portal                                                                                  | Rundbogenportal mit Rustikagliederung und Akanthusbekrönung, Sandstein, Hochbarock, um 1690 | D-6-63-000-113 | weitere Bilder |
| Ebracher Gasse 4, 6 (Standort) | Kongregationshaus, ehemals Ebracher Hof, jetzt Kongregation der Schwestern des Erlösers | Dreigeschossige Vierflügelanlage mit Satteldächern, im Kern barock, Entwurf wohl unter Beteiligung von Joseph Greissing, 1710–1712, Straßenflügel mit Mittel- und Eckrisaliten dem gekrümmten Verlauf der Straße angepasst, Mittelrisalit mit figürlichen Reliefs, Klassizismus, Peter Speeth um 1810, Wiederaufbau um 1950 Im Gartenhof katholische Kirche der Schwestern des Erlösers, neuromanisch, Josef Schmitz, 1895–1897; mit Ausstattung | D-6-63-000-114 | weitere Bilder |
| Eichhornstraße 20 (Standort)   | Portal                                                                                  | Mit Bossen und Schlussstein, Kalkstein, barock, bezeichnet „1738“ | D-6-63-000-119 | weitere Bilder |
| Eichhornstraße 23 a (Standort) | Schlussstein vermutlich eines Torbogens vom ehemaligen Rombacher Hof                    | Kalkstein, bezeichnet „1739“ | D-6-63-000-120 | weitere Bilder |

### F
| Lage                               | Objekt | Beschreibung | Akten-Nr.      | Bild                                           |
| ---------------------------------- | --- | --- | -------------- | ---------------------------------------------- |
| Franziskanergasse 1 a (Standort)   | Ehemaliges Wohnhaus von Tilman Riemenschneider | Zweigeschossige Fassade mit Ritzfugen und Resten von Quadermalerei, 16. Jahrhundert, geohrte Sandsteinrahmungen, 18. Jahrhundert, in Nachkriegswiederaufbau einbezogen | D-6-63-000-142 | Ehemaliges Wohnhaus von Tilman Riemenschneider |
| Franziskanergasse 2 a (Standort)   | Belvedere, sogenannte Neumann-Kanzel | Dachterrasse mit schmiedeeisernem Geländer sowie erhöhtem Pfeileraufbau mit Treppe und schmiedeeisernem Geländer, barock, 18. Jahrhundert, Wiederaufbau 1955/56 Portal, Rundbogenportal des ehemaligen Hofes Oberfrankfurt mit Waffenreliefs in den Zwickeln, 18. Jahrhundert, in Neubau von 1955/56 eingebaut | D-6-63-000-143 | weitere Bilder                                 |
| Franziskanergasse 7 (Standort)     | Franziskaner-Minoritenkloster | Gegründet 1221 als erste deutsche Niederlassung des Ordens Katholische Franziskaner-Minoritenklosterkirche, dreischiffige Basilika mit eingezogenem gerade schließendem Chor, glatte verputzte Wandflächen mit Maßwerkfenstern, frühgotisch, 1249–1280, Wiederaufbau nach 1945, Arkadenwände in mittelalterlichen Formen 1986; mit Ausstattung Kreuzgang, umlaufende Vierflügelanlage auf drei Seiten mit Pultdächern und Maßwerkfenstern 13.–15. Jahrhundert Ostflügel des Klosters 17. Jahrhundert, im Kern 13. Jahrhundert, Wiederaufbau 1946–1950 (die übrigen Trakte 1958–1965) Klostertor mit Ädikula, Spätrenaissance, Michael Kern, 1613 Klostermauer mit Barockportal, bezeichnet „1724“, im Kern wohl mittelalterlich Vermauerter Wappenstein mit dem Echter-Wappen um 1600 Bildstock, ornamentierter Pfeiler mit Reliefaufsatz Auferstehung, Sandstein, Frühbarock, 17. Jahrhundert Grabsteine mit figürlichen Reliefs, Sandstein, Renaissance, 17. Jahrhundert | D-6-63-000-144 | weitere Bilder                                 |
| Fred-Joseph-Platz 2, 3 (Standort)  | Ehemals Kaserne der fürstbischöflichen Leibgarde, dann Münze, ab 1788 Gefängnis, ehemaliges Frauenzuchthaus, jetzt Burkarder Schule und seit etwa 1939 Jugendherberge | Eingangsbau, schmaler dreieinhalbgeschossiger Walmdachbau, Putzmauerwerk mit Sandsteingliederungen, kräftige Erdgeschoss-Rustika mit großem Segmentbogen und darüber angedeuteter Tempelarchitektur, erstes Obergeschoss fast fensterlos mit Inschrifttafel und Löwenkopf, Rundbogenfenster im zweiten Obergeschoss und Rundfenster im Mezzaningeschoss, kräftiges Kranzgesims, Klassizismus im Sinne der Revolutionsarchitektur, Peter Speeth, 1809/10 Nebengebäude, zweiflügeliger dreigeschossiger Mansardwalmdachbau, Putzmauerwerk mit Werksteinkanten und -rahmungen, Spätbarock, zweite Hälfte 18. Jahrhundert Rückgebäude, winkelförmiger, dreigeschossiger Walmdachbau, schlichte Putzfassade mit Werksteinrahmungen, zweite Hälfte 19. Jahrhundert Mauer mit Resten ehemaliger Fassadenarchitektur, wohl 18. Jahrhundert Immaculata-Figur, barock, Auwera-Werkstatt, Mitte 18. Jahrhundert                                                                       | D-6-63-000-86  | weitere Bilder                                 |
| Fred-Joseph-Platz 2 (Standort)     | Laufbrunnen (auch: Andreas-Brunnen) | Pfeilerpostament mit Brunnenschale und Bekrönung durch Figur des heiligen Andreas, Sandstein und Kalkstein, barock, Andreas Müller, Anfang 18. Jahrhundert | D-6-63-000-88  | weitere Bilder                                 |
| Friedensbrücke (Standort)          | Friedensbrücke, ehemalige Luitpoldbrücke | Bogenbrücke, siebenjochige Bogenkonstruktion, Josef Scherpf, 1885–1887, Brüstungskonstruktion nach 1945 verändert | D-6-63-000-153 | weitere Bilder                                 |
| Friedrich-Ebert-Ring 1 (Standort)  | Wohnhaus | Dreigeschossiger Walmdachbau über Kalksteinkellersockel, unverputztes Sandsteinmauerwerk mit Werksteingliederungen, spätklassizistisch, um 1840 Zugehöriges Nebengebäude, zweigeschossiger Walmdachbau, unverputztes Sandsteinmauerwerk mit Werksteingliederungen, um 1840 verändert | D-6-63-000-746 | BW                                             |
| Friedrich-Ebert-Ring 9 (Standort)  | Gartenvilla | Zweigeschossiger Walmdachbau mit Mittelrisalit, Attika und seitlichem Wintergarten, gotisierender Historismus, Karl Buchner, 1866 | D-6-63-000-747 | BW                                             |
| Friedrich-Ebert-Ring 11 (Standort) | Wohnhaus | Dreigeschossiger Walmdachbau mit Mittelrisalit, Historismus, spätes 19. Jahrhundert | D-6-63-000-748 | BW                                             |

### G
| Lage                      | Objekt                                          | Beschreibung | Akten-Nr.      | Bild           |
| ------------------------- | ----------------------------------------------- | --- | -------------- | -------------- |
| Gerberstraße 9 (Standort) | Heiligenfigur                                   | Ädikula-Nische mit Greiffenclau-Vollraths-Wappen und eingestellter Madonna, Sandstein, barock, um 1700 | D-6-63-000-170 | Heiligenfigur  |
| Gressengasse 1 (Standort) | Sogenannter Hof zum Stachel, seit 1410 Gasthaus | Zwei-/dreigeschossige Baugruppe mit Satteldächern um einen Innenhof, Putzfassade mit romanischem Doppeltor, um 1200 und Konsolerker in Ecklage, Umbauten bis 1676, Wiederaufbau 1957 unter Einbeziehung älterer Bauteile; mit Ausstattung | D-6-63-000-173 | weitere Bilder |

### H
| Lage                                                              | Objekt | Beschreibung | Akten-Nr.      | Bild           |
| ----------------------------------------------------------------- | --- | --- | -------------- | -------------- |
| Häfnergasse 3 (Standort)                                          | Klosterhof, sogenannter Aschaffenburger Hof, 1250 als Hof zur Eisernen Hose erwähnt, 1363–1845 im Besitz des Stifts Aschaffenburg                 | Dreigeschossiger Walmdachbau mit ehemaliger Rundbogendurchfahrt und geohrten Sandsteinrahmungen in Ecklage, Barock, 18. Jahrhundert | D-6-63-000-175 | weitere Bilder |
| Haugerkirchplatz, der Pfarrkirche Stift Haug gegenüber (Standort) | Brunnen | Konischer Pfeiler mit Figurenfries und Volutenaufsatz, vorgestelltes rechteckiges Brunnenbecken, Kalkstein, Klassizismus, frühes 19. Jahrhundert | D-6-63-000-179 | weitere Bilder |
| Haugerpfarrgasse 8 (Standort)                                     | Hausmadonna | 19. Jahrhundert | D-6-63-000-177 | weitere Bilder |
| Haugerpfarrgasse 14 (Standort)                                    | Katholisches Pfarramt Stift Haug, ehemalige Stiftsherrenkurie                                                                                     | Zweigeschossiger Walmdachbau, mit Sandsteingliederung in Ecklage, Barock, zweite Hälfte 17. Jahrhundert, Wiederaufbau 1962 Hoftor, Rustikaportal mit übergiebelter Madonnennische, Sandstein, Barock, 17. Jahrhundert | D-6-63-000-178 | weitere Bilder |
| Haugerring 7 (Standort)                                           | Wohn- und Geschäftshaus | Viergeschossiger Walmdachbau mit Eckrisalit in Ecklage, Putzmauerwerk mit Sandsteingliederung, Neurenaissance, 1883 | D-6-63-000-180 | weitere Bilder |
| Haugerring 8 (Standort)                                           | Mietshaus | Viergeschossiger traufständiger Satteldachbau, Putzmauerwerk mit Stuckrahmungen, Historismus, um 1880 | D-6-63-000-181 | weitere Bilder |
| Haugerring 9 (Standort)                                           | Mietshaus | Viergeschossiger Satteldachbau, Mittelrisalit mit Säulen und Balkonen, Backsteinmauerwerk mit Sandsteingliederung über Rustika-Erdgeschoss, Neurenaissance, um 1880 | D-6-63-000-182 | Mietshaus      |
| Heinestraße 2 (Standort)                                          | Portal | Rustikaportal mit Pilastern und schwerem Gebälk mit Reliefkartusche Heiliger Joseph mit dem Jesusknaben, Sandstein, Barock, bezeichnet 1696 | D-6-63-000-183 | weitere Bilder |
| Heinestraße 5 (Standort)                                          | Ehemalige Hauger Stiftsherrenkurie Großburckstatt                                                                                                 | Zweigeschossiger traufständiger Satteldachbau mit rundbogiger Durchfahrt, Putzmauerwerk mit Sandsteingliederung, Barock, bezeichnet „1716“, Wiederaufbau 1975/76 Engelskonsole mit Figur des heiligen Johannes Nepomuk, Sandstein, Rokoko, Johann Wolfgang von der Auwera, 18. Jahrhundert                                                        | D-6-63-000-184 | weitere Bilder |
| Heinestraße 7 (Standort)                                          | Ehemalige Hauger Stiftsherrenkurie Kleinburckstatt                                                                                                | Zweigeschossiger traufständiger Satteldachbau mit rundbogiger Durchfahrt, Putzmauerwerk mit Sandsteingliederung, Barock, bezeichnet „1721“, Wiederherstellung nach 1945 Nische mit Figur des heiligen Johannes Baptista, Sandstein, Rokoko, Johann Wolfgang von der Auwera, 18. Jahrhundert, in räumlichem Bezug zum Nachbarhaus Heinestraße 9    | D-6-63-000-185 | weitere Bilder |
| Heinestraße 9 (Standort)                                          | Ehemalige Hauger Stiftsherrenkurie Wirtenberg | Zweigeschossiger traufständiger Satteldachbau mit rundbogiger Durchfahrt, Putzmauerwerk mit Sandsteingliederung, Barock, bezeichnet „1721“, Wiederherstellung nach 1945 Nische mit Figur des heiligen Johannes Evangelista, Sandstein, Rokoko, Johann Wolfgang von der Auwera, 18. Jahrhundert, in räumlichem Bezug zum Nachbarhaus Heinestraße 7 | D-6-63-000-186 | weitere Bilder |
| Hofstraße (Standort)                                              | Chronos-Brunnen | Laufbrunnen, tempelähnlicher Säulenaufbau mit Relief und bekrönender Chronos-Figur, Sandstein und Kalkstein, Spätbarock, Johann Peter Wagner, um 1780 | D-6-63-000-205 | weitere Bilder |
| Hofstraße 3 (Standort)                                            | Städtische Galerie, ehemaliger Domherrenhof, Hof Rannenburg, dann Fürstbischöfliches Palais 1802–1808, seit 1823 Sitz der Gesellschaft „Harmonie“ | Dreigeschossiger Walmdachbau mit Säulenaltan in Ecklage, 1790, klassizistischer Umbau 1823, Nachbildung der Fassade | D-6-63-000-200 | weitere Bilder |
| Hofstraße 5 (Standort)                                            | Hoftor | Barock, Mitte 18. Jahrhundert, in Neubau eingebaut | D-6-63-000-201 | weitere Bilder |
| Hofstraße 7, jetzt im Foyer des Neubaus aufgestellt (Standort)    | Wappenstein | Wappenkartusche und zwei Putten, Sandstein, Barock, 18. Jahrhundert | D-6-63-000-202 | weitere Bilder |
| Hofstraße 10 (Standort)                                           | Ehemaliger Domherrenhof, Kurie Neulobdeburg | Dreigeschossiger Walmdachbau in Ecklage, Neubau 1947–1950 unter Verwendung barocker Portale, bezeichnet „1730“, illusionistische Putzarchitektur bezeichnet „1965“ | D-6-63-000-203 | weitere Bilder |
| Hofstraße 13 (Standort)                                           | Ehemalige Staatsbank, heute Musikhochschule | Dreigeschossiger Walmdachbau in Ecklage, Sandsteinquaderfassade mit Balkonen, Spätklassizismus, 1855 | D-6-63-000-755 | weitere Bilder |
| Hofstraße 16 (Standort)                                           | Ehemaliger Bechtolsheimer Hof, Adelspalais | Um rechteckigen Binnenhof gruppierte Anlage Hauptgebäude, zweigeschossiger Walmdachbau mit Barockgliederung und Durchfahrt Torhaus, zweigeschossiger Satteldachbau mit Rustikaportal, barock, Antonio Petrini, Ende 17. Jahrhundert, Wiederherstellung 1968–1970                                                                                  | D-6-63-000-204 | weitere Bilder |
| Hofstraße 18 (Standort)                                           | Wohnhaus | Dreigeschossiger Mansardwalmdachbau mit geohrten Fensterrahmungen in Ecklage, barock, erste Hälfte 18. Jahrhundert, Wiederaufbau 1950 | D-6-63-000-206 | weitere Bilder |
| Hofstraße 20 (Standort)                                           | Wohnhaus | Zweigeschossiger Mansardwalmdachbau mit geohrten Fensterrahmungen, barock, erste Hälfte 18. Jahrhundert, Wiederaufbau 1949–1954 | D-6-63-000-207 | weitere Bilder |

### I
| Lage                                             | Objekt    | Beschreibung | Akten-Nr.      | Bild           |
| ------------------------------------------------ | --------- | --- | -------------- | -------------- |
| Innerer Graben 1, Juliuspromenade 4 (Standort)   | Wohnhaus  | dreigeschossiger traufständiger Mansarddachbau mit geohrten Fensterrahmungen, 18. Jahrhundert                                | D-6-63-000-212 | weitere Bilder |
| Innerer Graben 9, Juliuspromenade 12 (Standort)  | Wohnhaus  | Dreigeschossiger traufständiger Satteldachbau mit Fachwerkobergeschossen, um 1800                                            | D-6-63-000-213 | weitere Bilder |
| Innerer Graben 11, Juliuspromenade 14 (Standort) | Wohnhaus  | Dreigeschossiger traufständiger Satteldachbau mit verputzten Fachwerkobergeschossen und geohrter Türrahmung, 18. Jahrhundert | D-6-63-000-214 | weitere Bilder |
| Innerer Graben 53 (Standort)                     | Hausfigur | Inschriftkartusche, Sandstein, barock, bezeichnet 1693 mit Salvator mundi-Figur, barock, Sandstein, 18. Jahrhundert          | D-6-63-000-215 | weitere Bilder |

### J
| Lage                                                                  | Objekt                                                                                                | Beschreibung | Akten-Nr.                | Bild                             |
| --------------------------------------------------------------------- | --- | --- | ------------------------ | -------------------------------- |
| Johanniterplatz (Standort)                                            | Laufbrunnen                                                                                           | Konischer Brunnenpfeiler mit korinthisierendem Kapitell und vorgestellter achteckiger Brunnenschale, Kalkstein, spätes 18. Jahrhundert | D-6-63-000-220           | weitere Bilder                   |
| Johanniterplatz 4 (Standort)                                          | Portal                                                                                                | Rundbogiges Rustikaportal, Sandstein, Hochbarock, bezeichnet „1694“, mit Madonnenfigur, Sandstein, Barock, 18. Jahrhundert | D-6-63-000-219           | weitere Bilder                   |
| Josef-Stangl-Platz 1, Domerschulstraße 18, Neubaustraße 11 (Standort) | St. Michael; Jesuitenkolleg; ehemals Seminarkirche des Jesuitenkollegs, jetzt katholische Pfarrkirche | Kreuzförmige Basilika mit Walmdächern und repräsentativer Giebelfassade an Straßengabelung, Chorturm mit Glockendach und Laterne, gedrungenes Kuppeltürmchen mit Schweifhaube, Barock, Johann Philipp Geigel und Joh. Michael Fischer, 1765–1798, Wiederherstellung 1954/55; mit Ausstattung Ehemaliges Jesuitenkolleg, jetzt Bischöfliches Klerikalseminar, Dreiflügelanlage um einen Innenhof, dreigeschossiger Nordflügel mit übergiebelter Sandstein-Portalfassade, Joseph Greissing, Barock, 1715–1719, Westflügel, Barock, Balthasar Neumann, 1724–1729, Südflügel, dreigeschossiger Satteldachbau mit angedeutetem übergiebeltem Risaliten, spätbarock, 1788 wiederhergestellt; mit Ausstattung | D-6-63-000-377           | weitere Bilder                   |
| Juliuspromenade 2 (Standort)                                          | Wohn- und Geschäftshaus, sogenannte Hirsch-Apotheke am ehemaligen Ochsenplatz                         | Dreiseitig freistehender dreigeschossiger Mansardwalmdachbau, Putzfassade mit schmiedeeisernem Balkon und Relief, Barock, spätes 18. Jahrhundert | D-6-63-000-226           | weitere Bilder                   |
| Juliuspromenade 5 (Standort)                                          | Hotel Strauß                                                                                          | Dreigeschossiger Mansardwalmdachbau in Ecklage, Putzmauerwerk mit geohrten Sandsteinrahmungen, 18./19. Jahrhundert, Erdgeschoss und Dachaufbau verändert | D-6-63-000-228           | weitere Bilder                   |
| Juliuspromenade 19 (Standort)                                         | Juliusspital, Stiftung des Fürstbischofs Julius Echter von Mespelbrunn 1576                           | Hauptkomplex, schmalrechteckiger dreigeschossiger Vierflügelbau über Grundriss des 16. Jahrhunderts, Nordflügel mit Satteldach und Arkadengang im Erdgeschoss, mittlerer dreieinhalbgeschossiger Fürstenpavillon mit Mansardwalmdach und reichem Figurenschmuck, Barock, Antonio Petrini und Joseph Greissing, 1699–1714, Erneuerung durch Balthasar Neumann 1745–1749, bildhauerische Arbeiten von Balthasar Esterbauer und Tobias Ungleich; die übrigen dreigeschossigen Flügel zur Straße mit Satteldächern und Mansardwalmdächern auf Mittel- und Eckpavillons, dabei der Mittelpavillon mit Durchfahrt und Fassadenreliefs, Spätbarock, Johann Philipp Geigel, bildhauerische Arbeiten von Balthasar Heinrich Nickel, 1789–1793, Wiederherstellung bis 1953 dabei die Rücklagen um ein Stockwerk erhöht; mit Ausstattung (unter anderem eingebaute Apotheke, Mitte 18. Jahrhundert) | D-6-63-000-229           | weitere Bilder                   |
| Juliuspromenade 19 (Standort)                                         | Juliusspital, zwei Schalenbrunnen                                                                     | Sandstein und Kalkstein, 17. Jahrhundert | D-6-63-000-229 zugehörig | weitere Bilder                   |
| Juliuspromenade 19 (Standort)                                         | Juliusspital, zwei Pumpbrunnen                                                                        | Kalkstein, Spätbarock, Ende 18. Jahrhundert | D-6-63-000-229 zugehörig | weitere Bilder                   |
| Juliuspromenade 19 (Standort)                                         | Juliusspital, Gartenpavillon, ab 1726 Anatomisches Institut                                           | Gestreckter eingeschossiger Bau mit geschweiftem Mansardwalmdach und zwei Tambourkuppeln an den Enden, Barock, Joseph Greissing, 1704–1714; Wiederherstellung bis 1956/58, dabei Dach und Ausstattung rekonstruierend erneuert (ebenso die Bildhauerarbeiten ehemals von Tobias Ungleich) | D-6-63-000-229 zugehörig | weitere Bilder                   |
| Juliuspromenade 19 (Standort)                                         | Juliusspital, zwei Pavillons                                                                          | Eingeschossige Sandsteinquaderbauten mit Haube und Laterne, Barock, 18. Jahrhundert | D-6-63-000-229 zugehörig | weitere Bilder                   |
| Juliuspromenade 19 (Standort)                                         | Juliusspital, Zehntscheune                                                                            | Einzig erhaltener Bau der Gründungsanlage, zweigeschossiger Satteldachbau mit Schweifgiebeln, Renaissance, Georg Rubin, Ende 16. Jahrhundert | D-6-63-000-229 zugehörig | weitere Bilder                   |
| Juliuspromenade 19 (Standort)                                         | Juliusspital, Ziehbrunnen                                                                             | Mit runder Kalksteinbrüstung, 16. Jahrhundert | D-6-63-000-229 zugehörig | weitere Bilder                   |
| Juliuspromenade 19 (Standort)                                         | Juliusspital, Springbrunnen, „Vierströmebrunnen“                                                      | Geschweiftes Brunnenbecken mit Figurengruppe, Barock, Jacob von der Auwera, 1706–1708 | D-6-63-000-229 zugehörig | weitere Bilder                   |
| Juliuspromenade 19 (Standort)                                         | Juliusspital, Bildhäuschen                                                                            | Mit Relief Vierzehn Nothelfer und bekrönender Pietà, Sandstein, bezeichnet mit „1819“ | D-6-63-000-229 zugehörig | weitere Bilder                   |
| Juliuspromenade 19 (Standort)                                         | Juliusspital, Relief Kreuzigungsgruppe                                                                | Sandstein, bezeichnet mit „1582“ | D-6-63-000-229 zugehörig | weitere Bilder                   |
| Juliuspromenade 19 (Standort)                                         | Juliusspital, Gedenktafel                                                                             | Kalkstein, bezeichnet mit „1787“ | D-6-63-000-229 zugehörig | weitere Bilder                   |
| Juliuspromenade 19 (Standort)                                         | Juliusspital, Pietà                                                                                   | Bezeichnet mit „1781“ | D-6-63-000-229 zugehörig | BW                               |
| Juliuspromenade 19 (Standort)                                         | Juliusspital, Steinkreuzfragment                                                                      | | D-6-63-000-229 zugehörig | Juliusspital, Steinkreuzfragment |
| Juliuspromenade (Standort)                                            | Laufbrunnen                                                                                           | Pfeilerbrunnen, Kalkstein, 18. Jahrhundert | D-6-63-000-230           | Laufbrunnen                      |
| Juliuspromenade, an der Einmündung der Koellikerstraße (Standort)     | Denkmal                                                                                               | Inschriftsockel mit Bronzestandbild des Fürstbischofs Julius Echter von Mespelbrunn, Max Widmann, bezeichnet mit „1847“, gegossen von Ferdinand von Miller | D-6-63-000-231           | weitere Bilder                   |

### K
| Lage                                        | Objekt | Beschreibung | Akten-Nr.       | Bild           |
| ------------------------------------------- | --- | --- | --------------- | -------------- |
| Kaiserstraße 4 (Standort)                   | Wohn- und Geschäftshaus | Viergeschossiger Sandsteinquaderbau mit historisierender Gliederung, Neorenaissance, um 1880 | D-6-63-000-234  | weitere Bilder |
| Kapuzinerstraße 1 a (Standort)              | Hausmadonna | Sandstein, Barock, 18. Jahrhundert | D-6-63-000-236  | weitere Bilder |
| Kapuzinerstraße 2 (Standort)                | Ehemaliger Huttenhof, jetzt Rotkreuzklinik, ehemals für sich selbst errichtetes Wohnhaus Balthasar Neumanns, nach Fertigstellung Veräußerung an fürstliche Familie von Hutten | Freistehender dreigeschossiger Mansardwalmdachbau mit Kolossal-Eckpilastern und Rustikaportal, Barock, Balthasar Neumann, 1724, Wiederherstellung nach 1945; Hoftor mit Rustika-Rahmung und Gartentür mit geohrter Rahmung, Sandstein, Barock, um 1724 | D-6-63-000-237  | weitere Bilder |
| Kapuzinerstraße 3 (Standort)                | Ehemaliges Wohnhaus des Kunstschlossers Johann Georg Oegg | Dreigeschossiger Mansardwalmdachbau mit Sandsteingliederungen und Rokoko-Portal, Barock, Balthasar Neumann, 1746, Wiederherstellung 1952 | D-6-63-000-238  | weitere Bilder |
| Kapuzinerstraße 4 (Standort)                | Hofbeamtenwohnhaus, Adelspalais der Freiherren von Zobel, ab 1794 Dienstbotenspital (Stiftung Hueberspflege) | Freistehender zweigeschossiger Walmdachbau mit Eckpilastern, Barock, Balthasar Neumann, 1724, klassizistische Umgestaltung der Mittelachse mit Portalrelief von Heinrich Nickel 1794, Wiederherstellung 1955/56 Seitliche Hoftore, Kalkstein, 18. Jahrhundert | D-6-63-000-239  | weitere Bilder |
| Kapuzinerstraße 6 (Standort)                | Hofbeamtenwohnhaus | Dreigeschossiger Dreiflügelbau mit Mansardwalmdach, Putzmauerwerk mit sparsamer Werksteingliederung, barock, in Anlehnung an Balthasar Neumann, 1726, Wiederaufbau 1952–1954 Hofmauer mit zwei Rustikatoren, Sandstein, Barock, erste Hälfte 18. Jahrhundert | D-6-63-000-240  | weitere Bilder |
| Kapuzinerstraße 31 (Standort)               | Ehemalige Mühle des Kartäuserklosters Engelgarten | Zweigeschossiger Satteldachbau mit Volutengiebel in Ecklage, noch von der Spätrenaissance beeinflusster Frühbarock, 1677, Wiederherstellung 1951 | D-6-63-000-241  | weitere Bilder |
| Kardinal-Döpfner-Platz 1 (Standort)         | Ehemaliger Domherrenhof, Hof Guttenberg | Dreigeschossiger mehrflügeliger Walmdachbau um einen Innenhof, Putzmauerwerk mit Sandsteingliederungen und Portalfassade, Barock, Andreas Müller, um 1710, vereinfachte Wiederherstellung 1952 | D-6-63-000-242  | weitere Bilder |
| Kardinal-Döpfner-Platz 2 (Standort)         | Hausmadonna | Sandstein, Barock, 18. Jahrhundert | D-6-63-000-243  | weitere Bilder |
| Kardinal-Döpfner-Platz 4 (Standort)         | Ehemaliger Domherrnhof, Kurie Conti, seit 1817 Bischöfliches Palais | Dreigeschossiger Zweiflügelbau mit Walmdach, Zwerchhaus mit Blendgiebel und zweigeschossiger Eckerker mit reicher Sandsteinornamentik, Spätrenaissance, 1588–1609, Wiederherstellung bis 1961 Zugehörige Gartenmauer | D-6-63-000-244  | weitere Bilder |
| Kardinal-Döpfner-Platz 5 (Standort)         | Ehemaliger Domherrenhof Maßbach | Dreigeschossiger Satteldachbau mit Stufengiebel und geohrten Fensterrahmungen sowie Rustikaportal, 16.–18. Jahrhundert, Wiederaufbau 1953–1956 Immaculata, Sandstein, 18. Jahrhundert | D-6-63-000-245  | weitere Bilder |
| Kardinal-Döpfner-Platz 7 (Standort)         | Wappenstein, Ädikula, möglicherweise Teil eines Stiftungsbildes oder eines Epitaphs für den Domherrn Pankratz von Babenstein | Sandstein, Renaissance, zweite Hälfte 16. Jahrhundert | D-6-63-000-246  | weitere Bilder |
| Kardinal-Döpfner-Platz 9 (Standort)         | Torhaus des ehemaligen Domherrenhofs Weinsberg | Zweigeschossiger Walmdachbau, Tordurchfahrt im übergiebelten Mittelrisalith, Frühklassizismus, Andreas Gärtner, 1796 | D-6-63-000-247  | weitere Bilder |
| Karmelitenstraße 20 (Standort)              | Sogenanntes Rückermain-Gebäude, ehemaliger Amtshof des Ritterstifts St. Burkard | Langgestreckter dreigeschossiger Walmdachbau dreiseitig freistehend, reich gegliederten Sandsteinfassaden, mittige Durchfahrt mit Säulenrahmung und figurenbeschmücktem Zwerchgiebel, barock, Joseph Greissing, 1715–1723, Bauplastik von Jakob von der Auwera | D-6-63-000-248  | weitere Bilder |
| Karmelitenstraße 28 (Standort)              | Wohnhaus, sogenannter Hof zum Großen Willmuth | Dreigeschossiger traufständiger Satteldachbau, reiche Sandsteinrahmungen und Hausmadonna, Rokoko, Mitte 18. Jahrhundert, Erdgeschossarkade des ehemaligen Nachbarhauses integriert, barock, Joseph Greissing, 1708; Wiederherstellung 1949 Hintergebäude, dreigeschossiger Satteldachbau mit Durchfahrt und Kalksteinrahmungen, Wiederaufbau in barockisierenden Formen nach 1945 über erhaltenem Kellergeschoss, 18. Jahrhundert | D-6-63-000-249  | weitere Bilder |
| Karmelitenstraße 29 (Standort)              | Fassade | Viergeschossige Sandsteinquaderfassade mit figürlichen Reliefs, Barock, im Stil Joseph Greissings, bezeichnet „1733“, in Neubau von 1955 einbezogen | D-6-63-000-250  | weitere Bilder |
| Karmelitenstraße (Standort)                 | Fischerbrunnen | Laufbrunnen, reich dekorierter Pfeiler mit Brunnenschale und Figurengruppe, Kalkstein und Sandstein, Rokoko, Daniel Köhler, um 1770 | D-6-63-000-251  | weitere Bilder |
| Katzengasse 1 (Standort)                    | Wohnhaus | Zweigeschossiger Mansarddachbau in Ecklage, Putzmauerwerk mit geohrten Sandsteinrahmungen und Dreifaltigkeitsgruppe, barock, 18. Jahrhundert | D-6-63-000-253  | weitere Bilder |
| Klinikstraße 3 (Standort)                   | Wohnhaus, ehemaliges Botanisches Institut der Universität | Dreigeschossiger Mansardwalmdachbau, Putzmauerwerk mit einfachen Fensterrahmungen und geschwungenem Sandsteinportal mit Oberlicht, Barock, 18. Jahrhundert | D-6-63-000-271  | weitere Bilder |
| Klinikstraße 6 (Standort)                   | Wohnhaus in der Nähe des Juliusspitals, genannt Welzhaus; erworben 1765 vom Fürstbischof Adam Friedrich von Seinsheim, 1767 im Besitz von Philipp Franz Ganzhorn (Kanoniker bzw. Scholaster am Stift Neumünster), ehemaliges Epileptikerhaus (gestiftet vom Fürstbischof am 22. Mai 1773) und Pfründeranstalt, Entbindungsklinik und Hebammenschule von Adam Elias von Siebold (1805), ab 1858 private Augenklinik von Robert Ritter von Welz, der das dritte Stockwerk hat aufsetzen lassen, ab 1878 auch Universitäts-Augenklinik, 1901 Teil der über einen Korridor im 1. Obergeschoss verbundenen Königlichen Frauenklinik, umgebaut durch den Regierungsoberbaurat Max Miltenberger ab November 1938 Institut für Vererbungswissenschaft und Rasseforschung, zudem Sitz des Rassenpolitischen Amts der NSDAP. 1945 bis 1974 Mathematisches Institut der Universität, dann an die durch einen Korridor verbundene Medizinische Poliklinik angegliedert. | Dreigeschossiger Walmdachbau, Putzmauerwerk mit geohrten Fensterrahmungen, Wappenstein über Portal, Barock, spätes 18. Jahrhundert, Wiederaufbau 1953/54. Denkmalschutz besteht seit dem 9. November 1981. | D-6-63-000-272  | weitere Bilder |
| Klinikstraße 10 a (Standort)                | Bildstock | Pfeiler mit Kreuzdachaufsatz und Kreuzreliefs an drei Seiten, Sandstein, 18. Jahrhundert, verwendeter Pfeiler wohl aus anderem Zusammenhang | D-6-63-000-277  | weitere Bilder |
| Klinikstraße 12 (Standort)                  | Mietshaus | Viergeschossiger Satteldachbau und fünfgeschossiger Eckrisalit mit Balustradenbekrönung über Sockelgeschoss in Ecklage, verschiedenfarbige Sandsteinquaderfassade mit kräftiger Gliederung, Historismus, um 1880 | D-6-63-000-274  | weitere Bilder |
| Klinikstraße 16 (Standort)                  | Mietshaus | Viergeschossiger Satteldachbau über Keller- und Sockelgeschoss, Eckrisalit mit Durchfahrt und Balkon, Putzfassade mit Sandstein- und Stuckgliederungen, Historismus, um 1880 | D-6-63-000-276  | weitere Bilder |
| Koellikerstraße 1 a (Standort)              | Wohn- und Geschäftshaus | Viergeschossiger Walmdachbau, mit rundem Eckerker in Ecklage, Sandsteinquadermauerwerk mit reicher figürlicher und ornamentaler Gliederung, barockisierender Jugendstil, Rudolf Hofmann, 1907 | D-6-63-000-279  | weitere Bilder |
| Koellikerstraße 3, 5 (Standort)             | Wohn- und Geschäftshaus | Dreigeschossiger Satteldachbau mit seitlichem Risalit, Putzmauerwerk mit Sandsteinrahmungen, gotisierender Historismus, um 1900 Pietà, Sandstein, Rokoko, bezeichnet „1775“ | D-6-63-000-280  | weitere Bilder |
| Koellikerstraße 4 (Standort)                | Universitätsgebäude, ehemaliges Pathologisches Institut | Zweigeschossiger dreiflügeliger Walmdachbau mit Mittelrisalit und Attika über Sockelgeschoss, Putzmauerwerk mit Stuckgliederungen, Spätklassizismus, 1878 | D-6-63-000-281  | weitere Bilder |
| Koellikerstraße 6 (Standort)                | Universitätsgebäude, anatomisches Institut der Universität | Zweigeschossiger Dreiflügelbau mit Walmdächern über Sockelgeschoss, Mittelrisalit mit Säulenportal über Freitreppe und seitliche Eckrisalite, Putzmauerwerk mit Putz- und Sandsteingliederungen, Neorenaissance, 1880–1883, teilweise vereinfachter Wiederaufbau nach 1945 | D-6-63-000-283  | weitere Bilder |
| Koellikerstraße 7, 9 (Standort)             | Wohn- und Geschäftshaus | Dreigeschossiger Mansarddachbau mit Mittel- und Eckrisaliten, Mittelrisalit mit schmiedeeisernen Balkonen und glockenförmigem Giebel, Putzmauerwerk mit Stuck- und Sandsteingliederungen, Neobarock, bezeichnet „1903“ | D-6-63-000-284  | weitere Bilder |
| Koellikerstraße 11 (Standort)               | Hausfigur, heiliger Joseph | Nach Vorbild des 18. Jahrhunderts | D-6-63-000-286  | weitere Bilder |
| Kranenkai 1 (Standort)                      | Schiffsanlegeplatz für den Güterumschlag, Verladestation, sogenannte Ochsenschanze | Hochwasserfreie teilweise unterkellerte bastionsartige Geländeaufschüttung mit Böschungsmauer und Durchfahrten, barock, Franz Ignaz Neumann, 1767–1773, wohl unter Benutzung älterer Befestigungsanlagen des 17. Jahrhunderts Kran, sogenannter Alter Kranen, gemauerter Rundbau auf der Ochsenschanze mit Figurengruppe, Mansard-Kegeldach und zwei schwenkbaren Auslegern, barock, Franz Ignaz Neumann, 1767–1773 Lagerhaus, sogenanntes Niederlagehaus, dreiflügeliger eingeschossiger Kalksteinbau mit Walmdach über hohem befahrbarem Substruktionsgeschoss innerhalb der Ochsenschanze, barock, Franz Ignaz Neumann, 1767–1773, Wiederaufbau um 1980 Nebengebäude, eingeschossiger Sandsteinquaderbau mit Flachsatteldach, zweite Hälfte 19. Jahrhundert Pavillon, eingeschossiger Haubendachbau mit Laterne, Ende 18. Jahrhundert, Wiederaufbau nach 1945 Uferbefestigung, Ufermauer mit Treppen, Wappenstein und flankierenden liegenden Löwen, anschließende gepflasterte Rampe, barock, bezeichnet „1784“ Torpfeiler, Kalkstein, 19. Jahrhundert; Figur, sitzender Löwe, Sandstein, 18./19. Jahrhundert in Neuaufstellung Torpfeiler mit Kugelaufsatz, Kalkstein, 18. Jahrhundert in Neuaufstellung | D-6-63-000-287  | weitere Bilder |
| Kranenkai 34;Pleichertorstraße 5 (Standort) | Säulen | Neu aufgestellte Rotsandsteinsäulen vom ehem. Pleicher Torhaus, klassizistisch, 1813 von Peter Speeth; heute Denkmal der Städtepartnerschaften | D-6-63-000-1132 | BW             |
| Kürschnerhof 2 a, Martinstraße 4 (Standort) | Katholische Neumünsterkirche, ehemaliges Kollegiatstift, erste Bischofskirche über den Gräbern der Frankenheiligen im 8. Jahrhundert, 855 Zerstörung, Neugründung als Stift St. Johannes, Maria und Kilian 1060, katholische Pfarrkirche Neumünster seit 1808 | Kirche, dreischiffige Pfeilerbasilika über kreuzförmigem Grundriss, erhöhter Chor mit Rundapsis über Krypta, seitlicher oktogonaler Turm mit reicher Sandsteinornamentik, Spätromanik, um 1190–1250, barocke Zwiebelhaube 18. Jahrhundert, westliches Kuppeloktogon mit Laterne und vorgestellter Portalfassade mit Figuren, Barock, vermutlich Kollektivplanung unter Führung Joseph Greissings, 1711–1716, Figurenschmuck von Jakob von der Auwera, Freitreppe 1719, Wiederaufbau bis 1950; mit Ausstattung Nördlich anschließender zweigeschossiger Satteldachbau mit geohrten Fensterrahmungen, 18. Jahrhundert, im Kern wohl älter im Lusamgärtchen: Arkadenreihe des ehemaligen nördlichen Kreuzgangflügels, Rundbögen mit reich ornamentierten Säulchen und figürlichen Reliefs, Romanik, um 1170/80, Versetzung an die heutige Stelle 1953 Pietà über Inschriftsockel, Barock, Sandstein, bezeichnet mit „1764“ | D-6-63-000-289  | weitere Bilder |

### L
| Lage                         | Objekt             | Beschreibung | Akten-Nr.      | Bild           |
| ---------------------------- | ------------------ | --- | -------------- | -------------- |
| Ludwigstraße 10 a (Standort) | Mietshaus          | Viergeschossiger Satteldachbau, Balkone mit gusseisernem Geländer, Putzmauerwerk mit Sandsteingliederung, Spätklassizismus, G. Vollmer, 1875 | D-6-63-000-304 | weitere Bilder |
| Ludwigstraße 25 (Standort)   | Finanzamt Würzburg | Dreiflügeliger zweigeschossiger Mansardwalmdachbau über Kalksteinsockelgeschoss, übergiebelter Mittelrisalit mit Kolossalpilastern und Trophäen, dreigeschossiger Walmdachanbau, Putzmauerwerk mit figürlicher und ornamentaler Sandsteingliederung, barockisierender Jugendstil, bezeichnet 1915–1918 | D-6-63-000-305 | weitere Bilder |
| Ludwigstraße 31 (Standort)   | Mietshaus          | Viergeschossiger Satteldachbau mit Balkon, Sandsteinquaderfassade mit Gliederung, Spätklassizismus, Friedrich Buchner, 1875, Wiederaufbau von Georg Eydel, 1949 | D-6-63-000-306 | weitere Bilder |

### M
| Lage                                                                | Objekt | Beschreibung | Akten-Nr.       | Bild             |
| ------------------------------------------------------------------- | --- | --- | --------------- | ---------------- |
| Mainkai (Standort)                                                  | Ehemaliges Wärterhaus der Lade- und Bootsrampe am Mainkai | wohl zum ehemaligen Holzhafen gehörig, eingeschossiger würfelförmiger Zeltdachbau mit gerundeten Gebäudeecken, um 1730 | D-6-63-000-1158 | BW               |
| Mainkai 3 (Standort)                                                | Wappenstein | Bischöfliches Wappen von der ehemaligen Mainmühle, Sandstein, barock, 17. Jahrhundert | D-6-63-000-312  | weitere Bilder   |
| Marienberg (am Fußweg zur Festung) (Standort)                       | Zweite Zobelsäule | Gedenkstätte, bestehend aus drei ähnlichen Säulen mit Aufsatz zur Erinnerung an die Ermordung des Bischofs Melchior Zobel von Giebelstadt (1558) Zweite Säule, Aufsatz mit Relief Kreuzigungsgruppe, Kalkstein, Renaissance, zweite Hälfte 16. Jahrhundert, Kopie nach Original von 1558 | D-6-63-000-630  | weitere Bilder   |
| Marienberg (am Fußweg zur Festung, vor der Festung) (Standort)      | Dritte Zobelsäule | Gedenkstätte, bestehend aus drei ähnlichen Säulen mit Aufsatz zur Erinnerung an die Ermordung des Bischofs Melchior Zobel von Giebelstadt (1558) Dritte Säule, Aufsatz mit Inschriftentafel, Sandstein und Bronze, zweite Hälfte 16. Jahrhundert | D-6-63-000-630  | weitere Bilder   |
| Marienberg 239, 240, 241 (Standort)                                 | Festung Marienberg, keltischer Ringwall im 1. Jahrtausend v. Chr., fränkisch-thüringisches Herzogskastell seit dem frühen 8. Jahrhundert, Ausbau zur bischöflichen Burg seit dem beginnenden 13. Jahrhundert, im 14. und 15. Jahrhundert verstärkt. Unter Julius Echter von Mespelbrunn (1573–1617) Umwandlung in ein bischöfliches Residenzschloss. Ausbau zur Festung unter Kurfürst Johann Philipp von Schönborn und seinen Nachfolgern durch umfangreiche Bastionärbefestigung ab 1650. Restaurierung 1936–1939. Wiederaufbau seit 1945 | Hauptburg: umfangreiches Geviert mit Ecktürmen, die Flügel im Kern mittelalterlich, vor und um 1600 durch Georg Robin, Wolf Behringer und Jakob Wolff d. Ä. erneuert Im Innenhof: Marienkirche, frühromanischer Rundbau mit Rechteckchor um 1600; mit Ausstattung Freistehender Bergfried, 12. Jahrhundert Brunnenhaus, um 1600 Die Hauptburg auf drei Seiten von einem türmebewehrten, mittelalterlichen Bering umschlossen, darin im Westen das Scherenbergtor Auf der Ostseite der barocke Fürstengarten vorgelagert, um 1650 Vorburg: Dreiflügelanlage mit Echter-Bastei, um 1600 Portal von Michael Kern, 1605 Pferdeschwemme Zeughaus und Kommandantenbau, einen zweiten Vorhof umschließende Zweiflügelanlage, 1709–1713 unter Mitarbeit von Joseph Greissing (Sitz des Mainfränkischen Museums) Festungswerke im vaubanschen System ca. 1650–ca. 1730 von Michael Kaut, Johann Fernauer, Johann Philipp Preiß, Wilhelm Schneider, Giovanni Domenico Fontana, Andreas Müller, Maximilian von Welsch, Balthasar Neumann mit folgenden Bastionen: Caesar, St. Johann Nepomuk, St. Johann Baptist, St. Nikolaus, Mars, Bellona, Werda, St. Sebastian, St. Michael, sowie den Außenwerken: Frankenland, Reichsravelin, Teutschland, Teufelsschanze, Höllenschlund und dem Maschikuliturm Tore: Neutor, um 1650, von Johann Philipp Preiß, der figürliche Schmuck wohl von Zacharias Juncker d. J.; Schönborntor, 1649 Inneres Höchberger Tor, 1684 Äußeres Höchberger Tor, 1708 Zwischen den Bastionen Weinbergsmauern, Trockenmauern, 17./18. Jahrhundert | D-6-63-000-317  | weitere Bilder   |
| Marienplatz 1 (Standort)                                            | Hausmadonna | Sandstein, barock, 18. Jahrhundert, Erneuerung 1937 (bezeichnet auf Konsole) | D-6-63-000-320  | Hausmadonna      |
| Marienplatz 2 (Standort)                                            | Marienkapelle, katholische Pfarrkirche, auf dem Platz der 1349 zerstörten Synagoge errichtet | Dreischiffige Pfeilerhalle mit langgestrecktem Chor, 5/8-Chorschluss sowie nordwestlichem Turm mit durchbrochenem steinernem Spitzhelm, reich ornamentierte Sandsteinportale, gotisch, Eberhard Friedeberger, Lienhard Remer und Hans von Königshofen, 1377–1479, neugotischer Turmhelm 1856–1858 mit vergoldetem barockem Marienbild 1713; Wiederherstellung bis 1961; mit Ausstattung | D-6-63-000-321  | weitere Bilder   |
| Marktplatz 1 (Standort)                                             | Adelpalais, ehemals Vorderer Gressenhof, jetzt Castell-Bank | Dreigeschossiger Satteldachbau mit Volutengiebel und Eckerker in Ecklage, Spätrenaissance, 1591, anschließender Torbogen mit Pilastern, Barock, 18. Jahrhundert, Wiederherstellung 1955 | D-6-63-000-322  | weitere Bilder   |
| Marktplatz 7 (Standort)                                             | Kramläden | Eingeschossige Fachwerkbauten mit Pult- oder Walmdach zwischen den Strebepfeilern der Marienkapelle, seit 1437 nachgewiesen, Wiederaufbau nach 1945 | D-6-63-000-323  | weitere Bilder   |
| Marktplatz 9 (Standort)                                             | Haus zum Falken, Wohnhaus | Zweiflügeliger dreigeschossiger Walmdachbau mit Blend-Zwerchgiebeln und reicher Stuckfassade in Ecklage, Rokoko, 1751, im Kern 17. Jahrhundert, Wiederherstellung 1950–1953 | D-6-63-000-324  | weitere Bilder   |
| Marktplatz 10; Schenkhof 3; Schenkhof 4; Schustergasse 9 (Standort) | Kelleranlage | Östlicher Keller, flachgedeckt, um 1300, westlich angeschlossen Gewölbekeller, 16./17. Jh. Gewölbekeller im Bereich des Rückgebäudes, nachträglich abgetieft, spätmittelalterlich/frühneuzeitlich | D-6-63-000-1154 | BW               |
| Marktplatz 12 (Standort)                                            | Wohnhaus | Viergeschossiger Satteldachbau mit Sandsteingliederung und Hausmadonna in Ecklage, Barock, 18. Jahrhundert, Wiederaufbau 1949–1955 | D-6-63-000-325  | weitere Bilder   |
| Marktplatz 14, 16, Schmalzmarkt 1, 3 (Standort)                     | Wohn- und Geschäftsblock | Vierflügeliger Mansardwalmdachbau um einen kleinen Innenhof, Erdgeschossarkaden und aufwändige Werksteinfensterrahmungen, Barock, Balthasar Neumann, 1741, Wiederaufbau 1948–1952 | D-6-63-000-326  | weitere Bilder   |
| Marktplatz 17; Otto-Wels-Straße 1 (Standort)                        | Haus zum Schönen Eck, Wohnhaus | Dreigeschossiger Satteldachbau mit Sandsteingliederung und reich verziertem Eckerker mit Haube und Laterne in Ecklage, Spätrenaissance, um 1590, vereinfachter Wiederaufbau 1950–1952 | D-6-63-000-330  | weitere Bilder   |
| Marktplatz 36/38 (Standort)                                         | Ehemaliges Dietricher Spital, jetzt Wohn- und Geschäftshaus | Dreieinhalbgeschossiger Mansardwalmdachbau mit Eckpilastern und Portaldurchfahrt in Ecklage, Rest eines kriegszerstörten Gebäudekomplexes, Barock, Georg Bayer und Balthasar Neumann, 1725–1727, Wiederaufbau 1948–1950 | D-6-63-000-327  | weitere Bilder   |
| Marktplatz (Standort)                                               | Marktbrunnen | Laufbrunnen in Obeliskenform mit seitlichen Brunnenschalen, Kalkstein, Klassizismus, Andreas Gärtner, 1805, Reliefs nach Zeichnungen Martin von Wagners, 1881 | D-6-63-000-328  | weitere Bilder   |
| Martin-Luther-Straße 18, 18 a (Standort)                            | Städtischer Friedhof mit Grabdenkmälern und Einzelbauwerken | Ummauertes Friedhofsareal, ab 1803, mit Grabdenkmälern des 19./20. Jahrhunderts Leichenhalle, eineinhalbgeschossiger quadratischer Bau mit Kaiserdach und Laternenaufsatz und schmalen eingeschossigen Walmdachseitenflügeln, der Hof als offene Pfeilervorhalle mit Attika überdacht, Backstein mit Sandsteingliederung, klassizistisierender Historismus, 1896 Kapelle, einschiffiger Satteldachbau mit fluchtendem Dreiseitchor, Stufengiebel mit steinernem Giebelreiter, verschiedenfarbiger Sandsteinquaderbau, neugotisch, Josef Scherpfs, 1859 Ölberg, Monopteros mit Haubendach und Vasenbekrönung, Sandstein und Schmiedeeisen, Barock, Matthäus Kolb nach Plänen von Balthasar Neumann, 1732 (1806 aus Dombezirk hierher versetzt), eingestellte Figuren Christus mit Engel und Jüngern, Sandstein, barock, Johann Wolfgang von der Auwera, 1762 (Kopien, Originale an St. Burkard) Grabdenkmal für den Orthopäden Johann Georg Heine, Bronzetafel, neugotisch, Ernst Mayer, nach 1846 Kriegerdenkmal des Krieges 1870/71, Obelisk, Stein mit Bronzetafel und Beschlägen, bezeichnet „1876“ Gedenkstätte für die Verstorbenen des 16. März 1945, Figurengruppe in eingetieftem Plateau und Inschriften-Stele mit Feuerschale, Fried Heuler, 1953/54 Weitere Kriegs-Gedächtnismale des 19. und 20. Jahrhunderts | D-6-63-000-329  | weitere Bilder   |
| Martinstraße 5 (Standort)                                           | Wappen und Bauzier von 1699 | In der rekonstruierten Barockfassade des ehemaligen Neumünster-Kanonikerstiftshofes Emeringen | D-6-63-000-332  | BW               |
| Maxstraße 2 (Standort)                                              | Mozart-Gymnasium | Mehrteilige gestaffelte Baugruppe aus verschieden großen und unterschiedlich gestalteten Stahlbetonskelettbauten mit flachgeneigten Walmdachungen, angelegt im Sinne der organischen Stadtbaukunst, Nachkriegsmoderne, Rudolf Schlick, 1955–1957; mit Ausstattung Zugehöriger Schulgarten | D-6-63-000-754  | Mozart-Gymnasium |
| Münzstraße 19 (Standort)                                            | Sanderschule | Dreigeschossiger Flachwalmdachbau mit Sandsteingliederungen über Kalkstein-Kellergeschoss in Ecklage, Historismus, 1872 | D-6-63-000-368  | weitere Bilder   |

### N
| Lage                                                | Objekt                                                                | Beschreibung | Akten-Nr.      | Bild           |
| --------------------------------------------------- | --------------------------------------------------------------------- | --- | -------------- | -------------- |
| Neubaustraße 4 (Standort)                           | Hausmadonna                                                           | Sandstein, Barock, 18. Jahrhundert | D-6-63-000-369 | weitere Bilder |
| Neubaustraße 5 (Standort)                           | Portal                                                                | Korbbogiges Rustikaportal, Kalkstein, Barock, bezeichnet „1725“ | D-6-63-000-370 | weitere Bilder |
| Neubaustraße 6 (Standort)                           | Bürgerhaus                                                            | Viergeschossiger traufständiger Satteldachbau mit gegliederter Sandsteinfassade und Figur des heiligen Sebastian, Barock, Balthasar Neumann, 1724/25, Wiederaufbau 1949/50 | D-6-63-000-371 | weitere Bilder |
| Neubaustraße 7 (Standort)                           | Gasthaus, Fassade des ehemaligen Hofes zum Rebstock                   | Dreigeschossige Fassade mit Giebel in Ecklage, reiche Stuckgliederungen, Rokoko, 1737, zum Teil rekonstruiert, einbezogen in Neubau von 1968–1970 | D-6-63-000-372 | weitere Bilder |
| Neubaustraße 8 (Standort)                           | Bürgerhaus                                                            | Dreigeschossiger traufständiger Satteldachbau mit gegliederter Sandsteinfassade, Barock, um 1730, Wiederaufbau nach 1945 | D-6-63-000-373 | weitere Bilder |
| Neubaustraße 9, 9 a, Domerschulstraße 16 (Standort) | Sogenannte Alte Universität                                           | 1582 gegründet durch Fürstbischof Julius Echter von Mespelbrunn als Zentrum der Gegenreformation, bestehend aus drei Flügeln und der ehemaligen Universitätskirche um einen viereckigen Innenhof Ehemalige katholische Universitätskirche (sogenannte Neubaukirche), ursprünglich auch als Grabeskirche für Julius Echter vorgesehen, jetzt Universitätsaula, dreischiffige Hallenkirche mit Emporen in den Abseiten, Westturm mit reicher Sandsteindekoration sowie oktogonalem Obergeschoss mit Kuppelhaube und Laterne, gotisierende Maßwerkfenster, Renaissance/Nachgotik, Wolf Behringer nach Plänen von Georg Robin 1582–1591, Umbauten und Sicherungsarbeiten im 17. Jahrhundert, Vollendung durch Antonio Petrini und Joseph Greissing, Barock, 1696–1704, Turmkuppel, Barock, Joseph Greissing, 1699, Wiederaufbau nach 1945; mit Ausstattung Universitätsgebäude (sogenannte Alte Universität), dreiflügeliger vier-/fünfgeschossiger Satteldachbau mit geschweiften Blendgiebeln zusammen mit der Universitätskirche einen viereckigen Innenhof bildend, Putzfassade mit Säulenportalen, Spätrenaissance, Wolf Behringer nach Plänen von Georg Robin, 1582–1591, Wiederherstellung bis 1957 | D-6-63-000-374 | weitere Bilder |
| Neubaustraße 10 (Standort)                          | Bürgerhaus                                                            | Dreigeschossiger traufständiger Mansarddachbau mit Sandsteinfassade, Barock, 18. Jahrhundert, Wiederherstellung 1975–1979 | D-6-63-000-375 | weitere Bilder |
| Neubaustraße 12 (Standort)                          | Bürgerhaus, ehemaliger Hof zum Roten Hahn                             | Dreigeschossiger Mansarddachbau mit reicher Sandsteinfassade, Barock, Balthasar Neumann, bezeichnet 1734–1736, Wiederherstellung 1975–1979 Hausmadonna, Sandstein, Barock, Balthasar Esterbauer, 18. Jahrhundert (ehemals Reibeltgasse 3) | D-6-63-000-378 | weitere Bilder |
| Neubaustraße 14 (Standort)                          | Bürgerhaus, ehemaliger Hof zum Heuwagen                               | Dreigeschossiger traufständiger Satteldachbau mit reicher Sandsteinfassade und Madonna mit dem Johannesknaben, Barock, Georg Bayer, bezeichnet „1716“, Wiederherstellung 1975–1979 | D-6-63-000-379 | weitere Bilder |
| Neubaustraße 34 (Standort)                          | Bürgerhaus                                                            | Dreigeschossiges Mansardwalmdachhaus mit Zwischengeschoss und Sandsteingliederung in Ecklage, Barock, 1728, Umbau bezeichnet 1919, Wiederaufbau 1950/51, Fassade zur Peterstraße 1956/57 | D-6-63-000-380 | weitere Bilder |
| Neubaustraße 58/60 (Standort)                       | Pilasterportal mit Wappenrelief des ehemaligen Hofes Groß von Trockau | Sandstein, 17. Jahrhundert, in Neubau einbezogen | D-6-63-000-381 | weitere Bilder |
| Neubaustraße 64 a (Standort)                        | Hausmadonna                                                           | Sandstein, barock, 17. Jahrhundert | D-6-63-000-382 | weitere Bilder |
| Neubaustraße (Standort)                             | Ceres-Brunnen                                                         | Laufbrunnen, Pfeiler mit Löwenkopf und kelchförmiger Brunnenschale sowie bekrönender Ceres-Figur, Sandstein und Kalkstein, Frühklassizismus, Balthasar Heinrich Nickel, 1783 | D-6-63-000-383 | weitere Bilder |
| Neydeckgasse 2 (Standort)                           | Portal                                                                | Profilierte und geohrte Türrahmung mit Oberlicht sowie geohrtes Doppelfenster, Sandstein, 17./18. Jahrhundert | D-6-63-000-392 | Portal         |

### O
| Lage                            | Objekt | Beschreibung | Akten-Nr.      | Bild                                |
| ------------------------------- | --- | --- | -------------- | ----------------------------------- |
| Oberer Mainkai 1 (Standort)     | Stadttor, Fassade des ehemaligen Spiegel- oder Schwanentors                                                              | Feldseite mit rustizierten Pilastern, Kalkstein, Renaissance, 1584, Wiederaufbau um 1980 Sekundär vermauerte Brunnenfassung, Kalkstein, 16./17. Jahrhundert Zur Büttnerstraße Rest eines polygonalen Treppenturmes und vermauerte, Fenster- und Torrahmungen, 17./18. Jahrhundert, Wiederaufbau um 1980 | D-6-63-000-38  | weitere Bilder                      |
| Oskar-Laredo-Platz 1 (Standort) | Kulturspeicher, ehemaliges Zoll- und Lagergebäude                                                                        | Langgestreckter dreigeschossiger Flachdachbau mit historisierenden Zwerchhausgiebeln vor durchlaufenden Satteldächern, Eisenbetonbau mit Kalk- und Sandsteinverkleidung, reduzierter Historismus, nach Plänen von Förtsch, 1904; modern umgebaut Zugehöriger Kran, Stahlskelettbau, 1939                | D-6-63-000-598 | weitere Bilder                      |
| Ottostraße 1 (Standort)         | Kilianeum, Internat, ehemaliges Benediktinerinnenkloster St. Afra, gegründet 1670, Umbau zum Internat im 19. Jahrhundert | Neubau einer dreigeschossigen Vierflügelanlage mit Walmdach unter Einbeziehung erhaltener Reste und barocker Spolien des ehemaligen Klosters, 1948–1951; mit Ausstattung Klostermauer, 17./18. Jahrhundert, Veränderung um 1951                                                                         | D-6-63-000-418 | weitere Bilder                      |
| Ottostraße 3 (Standort)         | Justizvollzugsanstalt, Gefängnisbau                                                                                      | Um 1890–1895 | D-6-63-000-419 | Justizvollzugsanstalt, Gefängnisbau |
| Ottostraße 5 (Standort)         | Ehemaliges Königliches Amtsgericht                                                                                       | Dreiflügeliger viergeschossiger Walmdachbau mit Kopfbauten und zentraler Giebelfassade in Straßengabelung, kräftig gegliederte Sandsteinobergeschosse über zwei Kalkstein-Rustikageschossen, Neobarock, nach Plänen von Langenfaß, 1889–1892, vereinfachender Wiederaufbau 1947–1953                    | D-6-63-000-420 | Ehemaliges Königliches Amtsgericht  |
| Nähe Ottostraße (Standort)      | Denkmal für den „Japonisten“ Philipp Franz von Siebold                                                                   | Bronzebüste auf Sockel mit Bronzebeschlag, barockisierend, Christian Roth, 1882 | D-6-63-000-421 | weitere Bilder                      |

### P
| Lage                                                                                   | Objekt | Beschreibung | Akten-Nr.       | Bild                                    |
| -------------------------------------------------------------------------------------- | --- | --- | --------------- | --------------------------------------- |
| Peterplatz 7, 9; Stephanstraße 2; Wilhelm-Schwinn-Platz 1; Zwinger 3,3a, 3b (Standort) | Regierung von Unterfranken (Haus Nummer 9) und Forstdirektion (Haus Nummer 7) | Stattliche mehrteilige Baugruppe, Stahlbetonskelettbauten, Nachkriegsmoderne, Karl Fischer (Oberste Baubehörde München) mit Bauräten Wiesinger, Eschenlohr und Hauenstein, 1953–1956 Regierungsgebäude, kubisches viergeschossiges Verwaltungshauptgebäude mit Flachdach um einen Innenhof mit Brunnen und anschließendem Sitzungssaaltrakt, gestaffelter dreigeschossiger Büroflügel mit anschließendem Kantinenbau Forstdirektion, dreigeschossiger Walmdachbau mit zweigeschossigem Anbau über U-förmigem Grundriss, Fassaden mit Sgraffitoputz; mit Ausstattung                                                                 | D-6-63-000-836  | BW                                      |
| Peterplatz 8, 8 a, Münzstraße 1, Peterpfarrgasse 2 (Standort)                          | Sogenannter Petersbau, ehemals fürstbischöfliches Kollegiengebäude, 1691 errichtet, ab 1704 der westliche Teil als fürstbischöfliche Münze genutzt, 1884 Münzschule (später Peterschule; heute unter anderem Ort der Volkshochschule), der östliche Teil als Priesterwohnung, heute katholisches Pfarramt St. Peter | Dreiflügelanlage, der westliche Teil dreigeschossig mit Walmdach und Frühbarockgliederung sowie Durchfahrt und Figurenportal, der östliche Teil zweigeschossig mit Walmdach, identischer Fassadengestaltung und südlichem Volutengiebel; Frühbarock, Antonio Petrini, bezeichnet „1691“, Wiederaufbau 1952/53; Mauer mit Rustikaportal zur Straße sowie Trennmauer im ehemaligen Hof, um 1704 | D-6-63-000-423  | weitere Bilder                          |
| Peterplatz 10 (Standort)                                                               | St. Peter und Paul, katholische Pfarrkirche | Dreischiffige Emporenbasilika mit eingezogenem 5/8-Chor und umbautem Westturmpaar mit Hauben und Laternen, davor Blendfassade mit Figuren, romanische Westtürme 12. Jahrhundert, gotischer Chor frühes 14. Jahrhundert, barockes Langhaus mit reicher Fassade, Barock, Joseph Greissing 1717–1720, Wiederaufbau 1953/54; mit Ausstattung Heiligenfigur, Sandstein, Barock, Jakob von der Auwera, erste Hälfte 18. Jahrhundert Grab Christi, Kalksintergrotte mit liegender Christusfigur, 19. Jahrhundert Pietà, Stein, 19. Jahrhundert Kruzifix mit Mater Dolorosa, Sandstein, Barock, 1712 Ölberg, Sandstein, spätmittelalterlich | D-6-63-000-424  | weitere Bilder                          |
| Plattnerstraße 5/7 (Standort)                                                          | Hausmadonna, Immaculata | Sandstein und vergoldetes Metall, Barock, 18. Jahrhundert | D-6-63-000-426  | BW                                      |
| Pleicherkirchgasse 16 (Standort)                                                       | Handwerkerhaus | Zweigeschossiger Schopfwalmdachbau mit vorkragendem verputztem Fachwerkobergeschoss und -giebel in Ecklage, Erdgeschoss mit rungbogiger Renaissance-Türrahmung, 1521 (ältestes erhaltenes Wohnhaus Würzburgs), Veränderung im 18. Jahrhundert | D-6-63-000-427  | weitere Bilder                          |
| Pleicherkirchgasse 18 (Standort)                                                       | Wohnhaus | Dreigeschossiger Walmdachbau mit vorkragenden verputzten Fachwerkobergeschossen in Ecklage, 17. Jahrhundert | D-6-63-000-428  | weitere Bilder                          |
| Pleicherkirchplatz 1, 1 a ()                                                           | Pfarrheim und Wohnhaus | unterkellerte zweigeschossige Massivbauten mit gekuppelten Fenstern, teilweise mit karniesprofilierten Fensterrahmen sowie Walm- bzw. Satteldächern, im Kern spätes 17. Jh., Keller im Kern älter, Umbau 1869, Wiederaufbau 1952/53 von Hanns Rüppel; Gartenmauer, im Kern 1896, dort Spolien der Vorkriegsbebauung | D-6-63-000-1168 |                                         |
| Pleicherkirchplatz 2 (Standort)                                                        | Katholische Pfarrkirche St. Gertraud | Saalkirche mit Satteldach und eingezogenem 5/8-Chor, vorgezogener quadratischer Westturm mit Spitzhelm, Putzmauerwerk mit Sandsteinrahmungen und Fenstermaßwerk, Nachgotik (sogenannte „Echtergotik“ oder „Juliusstil“) 1612, Wiederaufbau nach 1945; mit Ausstattung Ölberg, eingeschossiger Pultdachanbau mit Korbbogenöffnung und eingestellten Figuren, Sandstein, Renaissance, Jörg Riemenschneider, Mitte 16. Jahrhundert | D-6-63-000-429  | weitere Bilder                          |
| Pleicherkirchplatz; vor der Kirche (Standort)                                          | Pumpbrunnen | Pfeiler mit abgefasten Kanten und seitlichen kelchförmigen Brunnenbecken, Kalkstein, 18./19. Jahrhundert | D-6-63-000-430  | weitere Bilder                          |
| Pleicherkirchplatz 7 (Standort)                                                        | Heiligenfigur | Reich verzierte Muschelnische mit Cherubim und heiligem Valentin, Sandstein, Barock, bezeichnet „1726“ | D-6-63-000-431  | weitere Bilder                          |
| Pleicherschulgasse 2 (Standort)                                                        | Ehemalige Pfaffenmühle | Mühle, dreiseitig freistehender dreigeschossiger Walmdachbau über Kalksteinsockel, Putzmauerwerk mit zurückhaltender Gliederung, 18./19. Jahrhundert, stark erneuert Wandbrunnen, Rundbogennische mit kelchförmigem Becken, Kalkstein, gotisierend, Mitte 19. Jahrhundert | D-6-63-000-432  | weitere Bilder                          |
| Pleicherschulgasse 3 (Standort)                                                        | Gasthaus Zur Stadt Kitzingen | Dreigeschossiger Satteldachbau mit vorkragenden verputzten Fachwerkobergeschossen in Ecklage und seitlichem traufständigem Anbau, Hauptgebäude 1600(dendrochronologisch datiert), Nordflügel 1800(dendrochronologisch datiert) | D-6-63-000-433  | weitere Bilder                          |
| Pleicherschulgasse 4 (Standort)                                                        | Wohnhaus | Traufständiges zweigeschossiges Mansarddachhaus, Putzmauerwerk mit geohrten Sandsteinrahmungen, Barock, Mitte 18. Jahrhundert | D-6-63-000-434  | weitere Bilder                          |
| Pleicherschulgasse 6, 8 (Standort)                                                     | Wohnhaus | Zweigeschossiger traufständiger Mansarddachbau mit rundbogiger Tordurchfahrt, Putzmauerwerk mit Sandsteingliederung und Rundbogennische mit Hausmadonna, barock, Mitte 18. Jahrhundert | D-6-63-000-435  | weitere Bilder                          |
| Pleicherwall 1 (Standort)                                                              | Geologisch-mineralogische Institute der Universität | Zweigeschossiger Walmdachbau mit geschweiften Blendgiebeln, Putzmauerwerk mit figürlichen und ornamentalen Stuckgliederungen, Neubarock, Horstig d’Aubigny, bezeichnet „1902“ | D-6-63-000-437  | weitere Bilder                          |
| Pleicherwall 2 (Standort)                                                              | Zahnärztliches Institut der Universität | Dreigeschossiger Mansardwalmdachbau auf gebogenem Grundriss mit konvexem Risaliten, Putzmauerwerk mit Sandsteingliederungen, klassizisierender Jugendstil, Rudolf Hofmann, bezeichnet „1911“ | D-6-63-000-436  | Zahnärztliches Institut der Universität |

### R
| Lage                                                 | Objekt                                                                                                | Beschreibung | Akten-Nr.      | Bild                                                                |
| ---------------------------------------------------- | --- | --- | -------------- | ------------------------------------------------------------------- |
| Rennweger Ring 1 (Standort)                          | St. Johannis, evangelisch-Lutherische Pfarrkirche                                                     | Saalbau mit sieben nach unten verjüngenden Stahlbetonträgern, niedriges nördliches Seitenschiff, aus geschichtetem Mauerwerk und westwerkartiger Turmriegel bestehend aus Turmstumpf des neugotischen Vorgängerbaus von Hermann Steindorff sowie flankierenden hohen Spitzhelmen des Wiederaufbaus, Nachkriegsmoderne, Reinhard Riemerschmid, 1956/57; mit Ausstattung | D-6-63-000-449 | weitere Bilder                                                      |
| Rennweger Ring 3 (Standort)                          | Handwerkskammer Würzburg, Büro- und Verwaltungsgebäude                                                | Dreigeschossiger Walmdachbau mit umlaufender Gaube, Putzmauerwerk mit Kalksteingliederungen, das Erdgeschoss mit rundbogiger Fensterarkadenreihe und eingearbeiteten Büsten verschiedener Handwerksberufe, Expressionismus, 1926 | D-6-63-000-450 | weitere Bilder                                                      |
| Rennweger Ring 11 (Standort)                         | Siebold-Gymnasium, ehemaliges Königliches Realgymnasium                                               | Drei-/viergeschossiger Walmdachbau auf mehrteiligem Grundriss und lebhafter Fassadengestaltung mit Risaliten, Erkern, Zwerchgiebeln, Dachterrassen und Turm mit Pyramidenhelm, Putzfassade mit figürlicher und ornamentaler Kalksteingliederung, Jugendstil, bezeichnet „1906/07“ Einfriedung, Sandsteinpfeiler mit Kugelaufsätzen und Metallzaun, um 1907 | D-6-63-000-451 | weitere Bilder                                                      |
| Rennweger Ring 12 (Standort)                         | Riemenschneider-Gymnasium                                                                             | Dreigeschossiger Dreiflügelbau und angegliederter rückwärtiger Flügel mit Walmdächern, helles Sandsteinquadermauerwerk mit Rotsandsteingliederung, Neurenaissance, um 1880 Erweiterungsflügel, zwischen die Seitenflügel eingespannter dreigeschossiger Flachdachbau, Vorhangfassade mit Fensterbändern und offenem Erdgeschoss mit Stahlbetonstützen, Brutalismus, 1968 | D-6-63-000-452 | weitere Bilder                                                      |
| Zwischen Rennweger Ring und Husarenstraße (Standort) | Kriegerdenkmal für die Gefallenen des Ersten Weltkrieges und später                                   | Mehrteilige Anlage mit zentraler Soldatengruppe vor breiter Exedra mit Pylonen und Namenslisten, Kalkstein, Fried Heuler, bezeichnet „1931“ | D-6-63-000-797 | Kriegerdenkmal für die Gefallenen des Ersten Weltkrieges und später |
| Residenzplatz 1 (Standort)                           | Ehemaliger Gesandtenbau                                                                               | Zweigeschossiger Walmdachbau mit übergiebelten Eckrisaliten und mittiger Portaldurchfahrt, spiegelsymmetrische Kopie des gegenüberliegenden Rosenbachhofes im Rahmen der einheitlichen Einfassung des Residenzplatzes, Barock, Johann Philipp Geigel, 1767 | D-6-63-000-453 | Ehemaliger Gesandtenbau                                             |
| Residenzplatz 2 (Standort)                           | Würzburger Residenz, ehemals Fürstbischöfliche, dann Königliche Residenz                              | Hufeisenanlage mit zweihöfigen Seitenblöcken und Pavillonbildungen mit Mansardwalmdächern in den Hauptachsen, zweigeschossige Fassaden mit Mezzaningeschossen und figurengeschmückten Balustraden zwischen Flachgiebelfeldern der Pavillons, Sandsteinquaderbau mit Kolossalgliederung und vorgesetzten Säulenaltanen, Barock, Balthasar Neumann unter Mitwirkung von Johann Dientzenhofer, Maximilian von Welsch, Johann Lucas von Hildebrandt, Robert de Cotte und Germain Boffrand, 1720–1744 Der reiche bildhauerische Schmuck von Balthasar Esterbauer, Jakob von der Auwera, Joh. Sebastian Bendel, Paul Prell, Claude Curé und Johann Wolfgang von der Auwera Im Südwestflügel Hofkirche, Saalbau mit umlaufenden Säulen und Emporen, Balthasar Neumann, Barock, 1732–1743 Wiederherstellung nach Kriegszerstörung bis 1959, Rekonstruktion der Innenräume bis 1978; mit Ausstattung Zwei Pfeilertore (Rennweger Tor und Hofgartentor) mit Figuren und schmiedeeisernen Gittern direkt an die Hauptfassade anschließend, Barock, Johann Georg und Anton Oegg, Mitte 18. Jahrhundert | D-6-63-000-454 | weitere Bilder                                                      |
| Residenzplatz 2 (Standort)                           | Zwei den Corps-de-Logis der Residenz flankierende Pfeilertore, im Norden das sogenannte Rennweger Tor | Mit Figuren- und Vasenaufsätzen und aufwändigen schmiedeeisernen Schmuckgittern, Barock, Gitter von Johann Georg Oegg 1752, Plastik von Johann Peter Wagner 1767 | D-6-63-000-448 | weitere Bilder                                                      |
| Residenzplatz 2 (Standort)                           | Zwei den Corps-de-Logis der Residenz flankierende Pfeilertore, im Süden das sogenannte Hofgartentor   | Mit Figuren- und Vasenaufsätzen und aufwändigen schmiedeeisernen Schmuckgittern, Barock, Gitter von Johann Georg Oegg 1752, Plastik von Johann Peter Wagner 1767 | D-6-63-000-448 | weitere Bilder                                                      |
| Residenzplatz 2 (Standort)                           | Frankoniabrunnen                                                                                      | Brunnenschale mit mittigem Sockel und bekrönender Bronzestatue der Allegorie der Frankonia, umgebende Sockelfiguren Walther von der Vogelweide, Matthias Grünewald und Tilmann Riemenschneider, neobarock, Ferdinand von Miller, 1894 | D-6-63-000-457 | weitere Bilder                                                      |
| Residenzplatz 3 (Standort)                           | Adelspalais, ehemaliger Rosenbachhof                                                                  | Zweigeschossiger Walmdachbau mit übergiebelten Eckrisaliten und mittiger Portaldurchfahrt, stark plastische Sandsteingliederung, Barock, Ausführung und wohl auch Planung durch Joseph Greissing, 1701 bis um 1704 Zugehöriger Park mit Zauneinfriedung, 18./19. Jahrhundert | D-6-63-000-455 | weitere Bilder                                                      |
| Residenzplatz (Standort)                             | Kolonnaden                                                                                            | Zwei platzbegrenzende achtbogige Arkadenreihen mit Säulenpaaren sowie figuren- und vasenbekrönter Balustrade in monumentalen Freisäulen endigend, Barock, Johann Philipp Geigel, Plastiken von Johann Peter Wagner, um 1770 | D-6-63-000-456 | Kolonnaden                                                          |
| Nähe Residenzplatz (Standort)                        | Hofgarten, Schlossgarten                                                                              | Umfangreiche Gartenanlage im formalen „französischen“ und landschaftlichen „englischen“ Gartenstil innerhalb zweier barocker Bastionen südlich und östlich der Residenz, seit 1732 Planungen unter Mitwirkung von Balthasar Neumann und Maximilian von Welsch, Figuren, Vasen und Bänke von Johann Peter Wagner, Vollendung im letzten Drittel des 18. Jahrhunderts, Veränderungen im 19. Jahrhundert, Gliederung in vier Abschnitte Ostgarten, zwischen Ostflügel der Residenz und Bastion terrassenförmig aufgebaut, Johann Prokop Mayer, 1770–1779 Südgarten, sternförmige Anlage um zentrales Bassin nach Süden durch die Orangerie abgeschlossen, Johann Demeter nach Plänen von Johann Michael Fischer, 1756–1758 Südwestgarten, Landschaftsgarten, Johann Philipp Geigel, 1793 Südostgarten, Wirtschaftsgarten mit Gewächshäusern und Gärtnerei; Barock, zweite Hälfte 17. Jahrhundert Orangerie, langgestreckter eingeschossiger Walmdachbau mit Rundbogenfensterarkaden, 1756–1758 Einfriedungen mit Stützmauern, Metallgitterzäunen und Pfeilertoren 18./19. Jahrhundert, darunter Gartentor zum Rennweg, Schmiedeeisen, Barock, Johann Georg und Anton Oegg, Mitte 18. Jahrhundert | D-6-63-000-198 | weitere Bilder                                                      |
| Reuerergasse 8 (Standort)                            | Fassade                                                                                               | Profiliertes Portal und Kellerfenster mit Ohrungen, Kalkstein, Barock, 18. Jahrhundert | D-6-63-000-458 | Fassade                                                             |
| Ringpark (Standort)                                  | Ringpark                                                                                              | Um 1820 auf dem ehemaligen Glacis entstanden, nach der um 1880 abgeschlossenen Abtragung der Befestigungswerke durch Jens Person Lindahl und Engelbert Sturm im Sinne der Gartenkunst des späten 19. Jahrhunderts neu gestaltet; in städtebaulichem Planungszusammenhang mit der Friedens- und der Ludwigsbrücke Kriegerdenkmal mit plastischer Gruppe von Fried Heuler, 1932 | D-6-63-000-464 | weitere Bilder                                                      |
| Röntgenring 3 (Standort)                             | Prälatenhaus, Provinzialat der Mariannhiller Mission                                                  | Viergeschossiger Satteldachbau mit Eckrisaliten, Putzmauerwerk mit reicher architektonischer Stuckgliederung und -rahmung, barockisierender Historismus, Joh. Hofmann, 1876 | D-6-63-000-467 | weitere Bilder                                                      |
| Röntgenring 4 (Standort)                             | Mietshaus                                                                                             | Viergeschossiger Satteldachbau, Putzfassade mit Stuckrahmungen, Spätklassizismus, Joh. Hofmann, 1877 | D-6-63-000-468 | weitere Bilder                                                      |
| Röntgenring 5 (Standort)                             | Mietshaus                                                                                             | Viergeschossiger Satteldachbau mit breitem Mittelrisalit und Säulenaltan vor Portal, Putzmauerwerk mit Fugenritzung und reicher Sandsteingliederung, Neurenaissance, Joh. Hofmann, 1878 | D-6-63-000-469 | weitere Bilder                                                      |
| Röntgenring 6 (Standort)                             | Mietshaus                                                                                             | Viergeschossiger Satteldachbau über Souterraingeschoss, Putzmauerwerk mit Stuckgliederung, Spätklassizismus, Joh. Hofmann, 1878 | D-6-63-000-470 | weitere Bilder                                                      |
| Röntgenring 7 (Standort)                             | Mietshaus                                                                                             | Viergeschossiger Satteldachbau mit fünfgeschossigem balustradenbekröntem Eckrisaliten und Balkonen in Ecklage, Putzmauerwerk mit reicher Sandsteingliederung, Neurenaissance, Joh. Hofmann, 1879 | D-6-63-000-471 | weitere Bilder                                                      |
| Röntgenring 8 (Standort)                             | Früheres Physikalisches Institut der Universität                                                      | Zweigeschossiger Dreiflügelbau mit Walmdach, Mittelrisalit und Altanen an den Ecken, Putzmauerwerk mit Putz- und Sandsteingliederung, Neurenaissance, um 1885 | D-6-63-000-472 | weitere Bilder                                                      |
| Röntgenring 9 (Standort)                             | Physiologisches Institut der Universität                                                              | Zweigeschossiger Walmdachbau mit Eckrisaliten, Betonung der Mittelachse durch Mittelrisalit mit Dreiecksgiebel und Attika über Portal mit Säulenaltan, Putzfassade mit Sandsteingliederungen über Rustikasockel, Neurenaissance, Rudolf von Horstig d’Aubigny, bezeichnet „1888“ | D-6-63-000-473 | weitere Bilder                                                      |
| Röntgenring 11 (Standort)                            | Ehemaliges Institut für Biochemie und anorganische Chemie der Universität                             | Villenartiger zweigeschossiger Walmdachbau über Rustikasockel mit Mittelrisalit und Sandsteinrahmungen, Neurenaissance, um 1890; zurückliegender zweigeschossiger Dreiflügelbau mit Souterraingeschoss und Mittelrisalit, zurückhaltende Sandsteinrahmungen, Spätklassizismus, um 1890 Hörsaalgebäude, eingeschossiger Flachdachbau mit Attika und hohen Fensterbahnen, Sandsteingliederung, Neopalladianismus, um 1890 | D-6-63-000-474 | weitere Bilder                                                      |
| Röntgenring 12 (Standort)                            | Augenklinik der Universität                                                                           | Dreigeschossiger Mittelteil mit Mansardwalmdach sowie Mittelrisalit mit Portalfassade, zweigeschossige Eckrisalite mit Balustradenbekrönung, Putzmauerwerk mit Putz- und Sandsteingliederungen, Neubarock, Rudolf von Horstig d’Aubigny, bezeichnet „1900“ Hörsaalgebäude, zweigeschossiger belvedere-artiger Mansardwalmdachbau über verzogenem Oktogon, Putzmauerwerk mit Sandsteingliederungen, Neubarock, um 1900 Einfriedung, schmiedeeiserne Zaunelemente zwischen Sandsteinpfeilern, um 1900; Säulen, neuaufgestellte Säulen des ehemaligen Pleicher Torhauses, Sandstein, klassizistisch, Peter Speeth, um 1820 | D-6-63-000-475 | weitere Bilder                                                      |
| Rosengasse 14 (Standort)                             | Gartenmauer                                                                                           | Mit korbbogigem Portal, Sandstein, 18. Jahrhundert Nische mit Pietà, Kopie nach Vorbild des 18. Jahrhunderts | D-6-63-000-476 | weitere Bilder                                                      |
| Rotkreuzstraße 5, 7, 9, 11 (Standort)                | Wohnanlage                                                                                            | Einheitliche Reihe von viergeschossigen Mietshäusern mit Walmdach und Risaliten, Putzmauerwerk mit Werkstein- und Putzgliederungen, Neurenaissance, Anton Eckert, 1885 Rückgebäude, zweigeschossiger Mansardwalmdachbau, um 1900 | D-6-63-000-481 | Wohnanlage                                                          |
| Rotlöwengasse 2 (Standort)                           | Heilige Familie                                                                                       | Um 1880 von Arthur Schleglmünig | D-6-63-000-482 | weitere Bilder                                                      |
| Rüdigerstraße 2, 4 (Standort)                        | Mietshaus                                                                                             | Viergeschossiger Mansardwalmdachbau in Ecklage, Sandsteinquaderfassade mit barockisierenden Gliederungen, der an die Seite gerückte Eingang durch Balkon und Hemenpilaster betont, Neobarock, Anton Löhe, 1901 | D-6-63-000-501 | Mietshaus                                                           |

### S
| Lage                                   | Objekt | Beschreibung | Akten-Nr.      | Bild                                                                                         |
| -------------------------------------- | --- | --- | -------------- | -------------------------------------------------------------------------------------------- |
| Saalgasse 6 (Standort)                 | Gartenhaus | Eingeschossiges Oktogon mit verschiefertem Mansardwalmdach auf der Tivoli-Bastion, Putzmauerwerk mit Werksteinrahmungen, barock, 18. Jahrhundert, Rekonstruktion 1968 In der Einfriedung vermauert zwei ehemalige Schlusssteine mit Fratzenköpfen, Kalkstein, barock, 17./18. Jahrhundert | D-6-63-000-76  | Gartenhaus                                                                                   |
| Sanderring 2 (Standort)                | Neue Universität                                                                                                   | Dreigeschossiger Monumentalbau mit Mittelpavillon und Seitenflügeln mit Eckrisaliten, reiche Sandsteinquadergliederung und Attika mit Figurengruppe, Neobarock, Rudolf Ritter Horstig d’Aubigny, 1892–1896, Skulpturen von Hubert Netzer und Hermann Hahn; 1966–1973 erweitert und im Inneren umgestaltet | D-6-63-000-509 | weitere Bilder                                                                               |
| Sanderring 3 (Standort)                | Mariensäule | Postament mit Säule und Immaculata, Sandstein, Barock, 18. Jahrhundert (Kopie) | D-6-63-000-510 | weitere Bilder                                                                               |
| Sanderring 8 (Standort)                | Röntgen-Gymnasium, ehemalige Kreisoberrealschule                                                                   | Unregelmäßiger dreigeschossiger Mehrflügelbau über hohem Kellergeschoss, dreiflügeliger Eingangsbereich mit Mansarddächern in Form eines barockisierenden Ehrenhofes mit Torhäusern und Ehrenhofgitter, die hinteren Flügel mit Satteldächern und Turmhauben, Historismus, Gablonsky, bezeichnet „1908–1910“ | D-6-63-000-511 | weitere Bilder                                                                               |
| Sanderstraße 2 (Standort)              | Portal und Erker                                                                                                   | Portal mit wuchtigem Erkerüberbau und dreigeschossiger polygonaler Eckerker mit Zeltdach und Reliefs, Sandstein, Neorenaissance, 1905 | D-6-63-000-512 | weitere Bilder                                                                               |
| Sanderstraße 2 a (Standort)            | Erker | Runderker mit geschweifter Attika und schmiedeeiserner Balkonbrüstung, barockisierender Jugendstil, 1905 | D-6-63-000-513 | weitere Bilder                                                                               |
| Sanderstraße 4 a (Standort)            | Wohnhaus | Viergeschossiger Walmdachbau mit Fragmenten der ehemaligen Fassade (Erker und Balkons mit massiver bzw. schmiedeeiserner Brüstung), Jugendstil, 1905 | D-6-63-000-514 | weitere Bilder                                                                               |
| Sanderstraße 7 (Standort)              | Hof zum Ellringen oder zum Heubarn, Adelshof                                                                       | Dreigeschossiger traufständiger Mansarddachbau mit Durchfahrt, reiche Sandsteingliederung mit Balkon, Barock, Joseph Greissing, 1712/13 Gartenportal, zwei spiegelsymmetrische durchfensterte Wandscheiben mit Sandsteingliederung, Barock, Joseph Greissing, schmiedeeisernes Gitter von Nikolaus Neeb, erstes Viertel 18. Jahrhundert | D-6-63-000-515 | weitere Bilder                                                                               |
| Sanderstraße 12 (Standort)             | Katholisches Reuererkloster, ehemaliges Reuererkloster, seit 1627 katholisches Kloster der Unbeschuhten Karmeliten | Klosterkirche – St. Josef und St. Maria Magdalena geweiht – kreuzförmige Wandpfeilerbasilika, mit kräftig gegliederter Blendfassade und schlankem seitlichem Chorturm mit Vierkant-Kupferhaube, Frühbarock, Antonio Petrini, 1662–1669, Wiederherstellung nach 1945; mit Ausstattung Klostergebäude, dreigeschossige Mehrflügelanlage mit Sattel-, Zwerch- und Walmdächern um zwei Innenhöfe, Fassaden mit Blendgiebel, Renaissance-Erker, und Rokoko-Figurenportal, Mitte 18. Jahrhundert, im Kern älter, Erker bezeichnet „1626“ und „1908“, Figurennische bezeichnet „1655“, Portal Mitte 18. Jahrhundert, Renovierung bezeichnet „1908“, starke Erneuerung nach 1945 | D-6-63-000-516 | weitere Bilder                                                                               |
| Sanderstraße 20 (Standort)             | Ehemaliger Sitz der Staatlichen Bauämter                                                                           | Zweiflügeliger dreigeschossiger Walmdachbau mit Eckerker und Portalen in Ecklage, Putzmauerwerk mit Sand- und Kalksteingliederungen, Neorenaissance, nach Plänen von Förtsch, bezeichnet „1900“ Zugehörige Remise, eingeschossiger Walmdachbau, 1900 Zugehörige Mauereinfriedung und Rundbogenportal mit Kugelbekrönung, 1900 | D-6-63-000-517 | weitere Bilder                                                                               |
| Sanderstraße 27 (Standort)             | Wohnhaus | Dreigeschossiger Satteldachbau mit Volutengiebel und Tordurchfahrt in Ecklage, Frühbarock, bezeichnet 1681, Wiederaufbau 1947–1949 Zwei zweigeschossige Seitenflügel mit Satteldach, 18./19. Jahrhundert, Wiederaufbau 1951–1953 Ehemalige Gartenmauer, unverputzter Bruchstein, 18. Jahrhundert | D-6-63-000-518 | weitere Bilder                                                                               |
| Sanderstraße 31 (Standort)             | Fassade | Figürliche und ornamentale Fassadenreliefs, Sandstein, klassizistisch, Peter Speeth, 1810, in Neubau von 1955 einbezogen | D-6-63-000-519 | Fassade                                                                                      |
| Sankt-Benedikt-Straße 1 (Standort)     | Portal | Rundbogenportal mit Inschrift und Relief im Bogenfeld Heiliger Benedikt, Kalkstein, romanisierend, um 1905 | D-6-63-000-520 | BW                                                                                           |
| Schmalzmarkt 5 (Standort)              | Hausmadonna | Sandstein, Barock, 18. Jahrhundert | D-6-63-000-527 | weitere Bilder                                                                               |
| Schmalzmarkt 10 (Standort)             | Fassade | Viergeschossig mit reichem Ornament und Hausmadonna, Sandstein, Barock, erste Hälfte 18. Jahrhundert | D-6-63-000-528 | weitere Bilder                                                                               |
| Schmalzmarkt 12 (Standort)             | Hausmadonna | Mit „Votivgaben-Mantel“, Sandstein, Barock, 18. Jahrhundert | D-6-63-000-529 | Hausmadonna                                                                                  |
| Schönleinstraße 3, 3 a, 3 b (Standort) | Mietshaus | Drei-/viergeschossiger Mansardwalmdachbau mit übergiebeltem Eckrisalit, Erkern, Loggien und Balkonen, Putzmauerwerk mit Stuckornamentik, klassizisierender Jugendstil, bezeichnet „1910“ Rückgebäude, linker Teil ehemaliges Kutscherhaus des Nachbarhauses Bismarckstr. 13, zweigeschossiger Mansardwalmdachbau mit Backstein-/Sandsteinfassade, Neorenaissance, um 1891, rechter Teil dreigeschossiger Satteldachbau mit gegliederter Putzfassade, Jugendstil, um 1910 | D-6-63-000-530 | Mietshaus                                                                                    |
| Schottenanger 2 (Standort)             | Wohnhaus | Zweigeschossiger Satteldachbau, Putzmauerwerk mit profilierten Fensterrahmungen, im Kern 17. Jahrhundert | D-6-63-000-533 | Wohnhaus                                                                                     |
| Schottenanger 5 (Standort)             | Heiligenfigur | Immaculata, Sandstein, 19. Jahrhundert | D-6-63-000-534 | Heiligenfigur                                                                                |
| Schottenanger 8 (Standort)             | Ehemaliges Gießhaus                                                                                                | Zweigeschossiger Satteldachbau mit Treppengiebel über hohem Kellerhanggeschoss, diamantiertes Sandsteinportal, Renaissance, 1606, Wiederaufbau 1980–1983 | D-6-63-000-535 | Ehemaliges Gießhaus                                                                          |
| Schottenanger 13 (Standort)            | Ehemaliges Wohnhaus des Glockengießers Ignaz Knopp, jetzt evangelisch-lutherisches Pfarrhaus                       | Dreigeschossiger Mansarddachbau, Putzmauerwerk mit Sandsteingliederung und Portal über Freitreppe, barock, Peter Zwerger, 1708, Wiederaufbau 1956/57 | D-6-63-000-536 | Ehemaliges Wohnhaus des Glockengießers Ignaz Knopp, jetzt evangelisch-lutherisches Pfarrhaus |
| Schottenanger 15 (Standort)            | Ehemaliges Schottenkloster, jetzt Salesianerheim Don Bosco                                                         | Ehemalige Klosterkirche St. Jakob, jetzt katholische Don-Bosco-Kirche, Satteldachbau mit eingezogenem polygonalem Chor und Chorflankentürmen mit Spitzhelmen, Putzmauerwerk mit Sandsteingliederungen, romanischer Südturm 12. Jahrhundert, frühgotischer Nordturm und Chor 1260/70, schlichter Langhausneubau nach Kriegszerstörung, Nachkriegsmoderne, Albert Boßlet und Erwin van Aaken 1955/56 unter Einbau eines Barockportals, Sandstein, Joseph Greissing, um 1720; mit Ausstattung Klostergebäude, zwei-/dreigeschossiger Vierflügelbau mit Satteldächern um einen Innenhof, schlichter Wiederaufbau nach 1945 auf Teilen des 17. Jahrhunderts, Südfassade mit Pilastergliederung, 18. Jahrhundert Klostertor, zweigeschossiges Pförtnerhaus mit Treppengiebel und anschließende Hofmauer mit rundbogigem Hoftor und Fußgängerpforte, Anfang 17. Jahrhundert mit vermauertem Sandsteinwappen, bezeichnet 1627; im hinteren Klosterhof Mansarddachbau mit geohrten Fensterrahmungen, barock, 18. Jahrhundert | D-6-63-000-537 | Ehemaliges Schottenkloster, jetzt Salesianerheim Don Bosco                                   |
| Schustergasse 5/7 (Standort)           | Bildstockaufsatz                                                                                                   | Reliefaufsatz mit Marienkrönung, farbig gefasster Sandstein, Barock, Ende 18. Jahrhundert, an Hauswand angebracht | D-6-63-000-538 | weitere Bilder                                                                               |
| Semmelstraße 2 (Standort)              | Bürgerspital zum Heiligen Geist                                                                                    | 1319 gestiftet Katholische Spitalkirche, Saalbau mit eingezogenem Chor und Dachreiter mit Spitzhelm, gotisch, geweiht 1371; mit Ausstattung Pfründnerhaus, dreigeschossiger Walmdachbau mit rückwärtigem Schweifgiebelrisalit, im Ursprung Renaissance, Wolf Behringer, 1582, historisierender Neubau unter Einbau eines Renaissanceportals des frühen 17. Jahrhunderts und Hinzufügung eines dreigeschossigen Satteldachbaus mit Fachwerkgiebel und rückwärtigem Laubengang als Verbindung zur Kirche, Konservative Moderne, 1954/55 Sogenannter Roter Bau, zweigeschossige Dreiflügelanlage mit Mansarddach und Arkadengang im Erdgeschoss, kräftige Fassadengliederung durch verschiedenfarbigen Sandstein, barock, Joseph Greissing, bezeichnet 1718 Einfriedungsmauer, 18. Jahrhundert, im Ursprung mittelalterlich; Portal mit Immaculata und Engeln, Sandstein, Barock, Mitte 18. Jahrhundert Relief mit Marienkrönung, Sandstein, Barock, 18. Jahrhundert Relief in Ädikulaform mit Inschrift und Baujahr des Pfründnerhauses, Sandstein, Renaissance, bezeichnet „1582“ Hausmadonna von Jacob van der Auwera, Sandstein, Barock, um 1730 Heilige Familie von Jacob van der Auwera, Sandstein, Barock, bezeichnet „1730“ Madonna mit dem Johannesknaben, Sandstein, Barock, 18. Jahrhundert Wappenstein, Sandstein, 17./18. Jahrhundert Relief mit Gottvater, 17. Jahrhundert Zwei Heiligenbüsten, bezeichnet „1777“ Spätgotisches Wappenrelief Spätgotisches Grumbach-Wappen Brunnen, spätes 18. Jahrhundert; Brunnen, spätes 18. Jahrhundert Entlang dem Spitalgarten Rest der Mittelmauer, 15. Jahrhundert | D-6-63-000-545 | weitere Bilder                                                                               |
| Semmelstraße 25 (Standort)             | Wohnhaus | Dreigeschossiger Walmdachbau mit Sandsteingliederung, Barock, 18. Jahrhundert, Wiederaufbau 1949–1957 Hausfigur, Immaculata auf Engelskonsole, Sandstein, 18. Jahrhundert | D-6-63-000-546 | weitere Bilder                                                                               |
| Semmelstraße 27/29 (Standort)          | Hausmadonna | Sandstein, Barock, 18. Jahrhundert | D-6-63-000-547 | weitere Bilder                                                                               |
| Semmelstraße 67 (Standort)             | Sogenannter Gambertshof, Wohnhaus                                                                                  | Zweieinhalbgeschossiger Mansardwalmdachbau mit hohem Kellersockel und rundbogiger Durchfahrt, Putzmauerwerk mit Sandsteingliederung, Barock, frühes 18. Jahrhundert, Wiederaufbau 1954 | D-6-63-000-548 | weitere Bilder                                                                               |
| Semmelstraße (Standort)                | Bäckerbrunnen | Pfeiler mit antikisierendem Dekor, bekrönender Figurengruppe und Brunnenbecken auf zwei Seiten, Sandstein und Kalkstein, Frühklassizismus, Daniel Köhler zugeschrieben, Ende 18. Jahrhundert | D-6-63-000-549 | weitere Bilder                                                                               |
| Spiegelstraße 10 (Standort)            | Ehemaliger Gartenpavillon des Hofs Ussenkeim                                                                       | Um 1710, um zwei Achsen gekürzter Wiederaufbau des kriegszerstörten Baus unter Verwendung erhaltener Außenmauern 1955/56 | D-6-63-000-556 | weitere Bilder                                                                               |
| Spitalgasse (Standort)                 | Brunnen | Laufbrunnen in Pfeilerform mit geböschten Kanten und Kranzgesims, Sockel mit Brunnenschale und seitlichen Ablage- oder Sitzflächen, Kalkstein und verputzter Backstein, klassizistisch, bezeichnet „1826“ | D-6-63-000-557 | Brunnen                                                                                      |
| Stephanstraße 6 (Standort)             | Wohnhaus, ehemals Wohnhaus von Johann Peter und Johann Martin Wagner                                               | Dreigeschossiger Mansardwalmdachbau mit geohrten Fensterrahmungen in Ecklage, Barock, 18. Jahrhundert, Wiederaufbau 1964/65 | D-6-63-000-565 | weitere Bilder                                                                               |
| Stephanstraße 7 (Standort)             | Wohnhaus | Dreigeschossiger Mansardwalmdachbau mit geohrten Fensterrahmungen in Ecklage, Barock, 18. Jahrhundert, Wiederaufbau nach 1945 | D-6-63-000-566 | weitere Bilder                                                                               |
| Stephanstraße 8 (Standort)             | Wohnhaus | Dreigeschossiger Mansardwalmdachbau mit geohrten Fensterrahmungen und Hausmadonna in Ecklage, Barock, 18. Jahrhundert, Wiederaufbau 1951/52 | D-6-63-000-567 | weitere Bilder                                                                               |
| Sterngasse 16 (Standort)               | Portal | Mauerrest mit rustiziertem Rundbogenportal und Wappenrelief, Sandstein, Barock, bezeichnet „1721“ | D-6-63-000-145 | Portal                                                                                       |

### T
| Lage                                    | Objekt                                      | Beschreibung | Akten-Nr.       | Bild                |
| --------------------------------------- | ------------------------------------------- | --- | --------------- | ------------------- |
| Tellsteige 12, Schloßgasse 1 (Standort) | Ehemaliger Wachturm                         | Zweigeschossiger Bau aus Bruchsteinmauerwerk, 1536, Keller unterhalb des Turmes, Stütz- und Einfriedungsmauern, wohl der ehemals Stadtbefestigung, spätmittelalterlich zum Teil mit Eingriffen für Garagen. | D-6-63-000-1128 | Ehemaliger Wachturm |
| Theaterstraße 2 (Standort)              | Wohn- und Geschäftshaus                     | Viergeschossiger Walmdachbau mit Erkern und Portal in Ecklage, barockisierender Historismus, Gablonsky, 1908/09, Wiederherstellung 1956 | D-6-63-000-571  | weitere Bilder      |
| Theaterstraße 4 (Standort)              | Wohn- und Geschäftshaus                     | Dreigeschossiger Mansardwalmdachbau mit geohrten Fensterrahmungen, Wiederaufbau 1947 in Anlehnung an den Vorgängerbau Balthasar Neumanns von 1743 Portal mit Madonnenfigur von Lucas von der Auwera, Rokoko, um 1760 | D-6-63-000-572  | weitere Bilder      |
| Theaterstraße 16 (Standort)             | Gartenmauer                                 | Mit vergitterten Öffnungen und Vasenaufsätzen, Sandstein und Schmiedeeisen, Barock, nach Entwurf Balthasar Neumanns, 18. Jahrhundert, wiederhergestellt | D-6-63-000-573  | weitere Bilder      |
| Theaterstraße 23 (Standort)             | Roter Bau, Adelspalais, Greiffenclau-Palais | Freistehender dreigeschossiger Mansardwalmdachbau, Sandsteinquaderfassade mit reicher Barockgliederung, Barock, Entwurf unter Beteiligung von Joseph Greissing, 1707–1710, zweigeschossiger Anbau mit Mansardwalmdach, zweite Hälfte 19. Jahrhundert, Wiederaufbau nach 1945 Zugehöriger Park mit Einfriedung, Sandsteinpfeiler mit Eisengitterzaun, zweite Hälfte 19. Jahrhundert | D-6-63-000-574  | weitere Bilder      |
| Turmgasse 9 (Standort)                  | Gerichtsschreiberhaus                       | Dreigeschossiger traufständiger Satteldachbau, Putzmauerwerk mit Sandsteingliederungen, von der Revolutionsarchitektur beeinflusster Klassizismus, Peter Speeth, 1811, Veränderung durch Fenstereinbau bzw. -vergrößerung | D-6-63-000-577  | weitere Bilder      |
| Turmgasse 11 (Standort)                 | Sogenanntes Würtzburg-Palais, Stadtpalais   | Zweigeschossiger Mansardwalmdachbau, Putzmauerwerk mit geohrten Fensterrahmungen und Sandsteinportal mit Wappenrelief, Barock, frühes 18. Jahrhundert, Wiederaufbau letztes Viertel 20. Jahrhundert | D-6-63-000-579  | weitere Bilder      |

### U
| Lage                        | Objekt                            | Beschreibung | Akten-Nr.      | Bild                              |
| --------------------------- | --------------------------------- | --- | -------------- | --------------------------------- |
| Ursulinergasse 2 (Standort) | Wohnhaus, ehemaliger Domherrenhof | Zweigeschossiger traufständiger Satteldachbau, Putzfassade mit Toreinfahrt, im Kern 18. Jahrhundert, Wiederaufbau 1951                               | D-6-63-000-590 | Wohnhaus, ehemaliger Domherrenhof |
| Ursulinergasse 3 (Standort) | Wohnhaus                          | Dreigeschossiger Satteldachbau, Putzfassade mit geohrten Fensterrahmungen und rustiziertem Portal, 18. Jahrhundert, Wiederaufbau 1949                | D-6-63-000-591 | Wohnhaus                          |
| Ursulinergasse 6 (Standort) | Wohnhaus                          | Dreigeschossiger Mansardwalmdachbau, Putzmauerwerk mit Sandsteingliederung und Figur des heiligen Joseph, barock, 18. Jahrhundert, Wiederaufbau 1950 | D-6-63-000-592 | Wohnhaus                          |
| Ursulinergasse 8 (Standort) | Portal                            | Sandstein, Barock, erste Hälfte 18. Jahrhundert | D-6-63-000-593 | Portal                            |

### V
| Lage                                                 | Objekt                                                  | Beschreibung | Akten-Nr.      | Bild           |
| ---------------------------------------------------- | ------------------------------------------------------- | --- | -------------- | -------------- |
| Veitshöchheimer Straße 2 (Standort)                  | Mietshaus                                               | Viergeschossiger Walmdachbau mit Sandstein und Putzgliederungen in Ecklage, Eckrisalit mit Balustradenbekrönung, Neopalladianismus, Anton Eckert, um 1885 Zugehöriges Pfeilerportal, Sandstein mit schmiedeeisernem Bogen und integrierter Leuchte, um 1885 | D-6-63-000-596 | Mietshaus      |
| Veitshöchheimer Straße 3 (Standort)                  | Ehemaliges Hauptzollamt                                 | Unregelmäßiger Dreiflügelbau mit Innenhof, langgestreckter dreigeschossiger Walmdachbau mit Zwerchhäusern und zwei viergeschossigen mehrgliedrigen Kopfbauten mit Walm- bzw. Mansardwalmdach, Dachreiter, Turm und Erker mit unterschiedlichen Haubendächern, Putzfassade mit Sandsteingliederungen und reichem Dekor, Fachwerkteile, barockisierender Jugendstil, nach Plänen von Förtsch, bezeichnet „1903–1907“ | D-6-63-000-597 | weitere Bilder |
| Veitshöchheimer Straße 14 (Standort)                 | Frankenhalle, Veranstaltungshalle und Viehauktionshalle | Zweigeschossiger Massivbau mit Walmdächern, querstehender Kopfbau und Hallenbau mit verglastem Firstbereich, im Innern stützenfreie Holzkonstruktion mit Tribünen, anschließender langgestreckter eingeschossiger Satteldachanbau mit verglastem Firstbereich, teilweise verändert, Heimatstil, Kärrlein und Jäger, 1927/28 Zugehöriges eingeschossiges Nebengebäude mit Walmdach und gleicher Fassadengestaltung  | D-6-63-000-798 | weitere Bilder |
| Veitshöchheimer Straße 16, Pickelstraße 2 (Standort) | Mietswohnhaus                                           | Dreigeschossiger Mansardwalmdachbau mit übergiebelten Erkern und Risaliten, Putzmauerwerk mit Sandstein und Putzgliederung, reduziert barockisierender Historismus, 1911 | D-6-63-000-778 | Mietswohnhaus  |

### W
| Lage                                  | Objekt | Beschreibung | Akten-Nr.      | Bild                    |
| ------------------------------------- | --- | --- | -------------- | ----------------------- |
| Nähe Wilhelm-Schwinn-Platz (Standort) | St. Stephan, evangelisch-lutherische Pfarrkirche, ehemals Kirche des Kollegiatstifts St. Peter und Paul, nachmals der Benediktinerabtei St. Stephan | Saalkirche mit eingezogenem rundschließendem Chor und Westturmpaar mit Glockenhauben sowie abgewalmtem Westbau mit Säulenkrypta, vom romanischen Gründungsbau Krypta und Turmfundamente 1015–1032, barocker Ostchor 1715, weitgehender Neubau des Langhauses und der Westteile, Spätbarock, Johann Philipp Geigel, 1788/89, Wiederaufbau 1949–1955 Michaelskapelle, ehemals Beinhaus, zweigeschossiger Satteldachbau mit Rundbogenfries, romanisch, um 1100; mit Ausstattung Wandbrunnen, geschweifter Aufbau mit Pinienzapfen und vorgestellter muschelförmiger Brunnenschale, Sandstein, 17./18. Jahrhundert | D-6-63-000-564 | weitere Bilder          |
| Wilhelmstraße 1 (Standort)            | Hausmadonna | Kopie nach Vorbild des 18. Jahrhunderts | D-6-63-000-620 | Hausmadonna             |
| Wilhelmstraße 3 (Standort)            | Wohn- und Geschäftshaus | Viergeschossiger traufständiger Satteldachbau mit Erker, Balkonen und neubarocker Stuckfassade, Neubarock, Rudolf Hofmann, 1898/99, Wiederaufbau nach Teilzerstörung, 1948/49 | D-6-63-000-621 | Wohn- und Geschäftshaus |

### Z
| Lage                                             | Objekt | Beschreibung | Akten-Nr.       | Bild           |
| ------------------------------------------------ | --- | --- | --------------- | -------------- |
| Zeller Straße (Standort)                         | Erste Zobelsäule | Gedenkstätte, bestehend aus drei ähnlichen Säulen mit Aufsatz zur Erinnerung an die Ermordung des Bischofs Melchior Zobel von Giebelstadt (1558) Erste Säule, Aufsatz mit Inschriftentafel, Sandstein und Bronze, Renaissance, zweite Hälfte 16. Jahrhundert, 1949 erneuert | D-6-63-000-630  | weitere Bilder |
| Zeller Straße 1 (Standort)                       | Ehemalige Hofspitalkirche, jetzt Ausstellungshalle                                                                                 | Saalbau mit Satteldach und fluchtendem gerade schließendem Chor, Putzmauerwerk mit gotisierenden Spitzbogenfenstern als Reminiszenz an den spätgotischen Vorgängerbau, Sandsteinfassade mit eingestelltem Säulenportikus auf die Alte Mainbrücke ausgerichtet, klassizistisch und gleichzeitig früher Historismus, Adam Valentin Fischer, 1793 | D-6-63-000-626  | weitere Bilder |
| Zeller Straße 3 b (Standort)                     | Felsenkelleranlagen im Schlossberg. ehemaliges Pulvermagazin von 1725–1729, dann Braukeller, im Zweiten Weltkrieg Luftschutzkeller | Vierflügelige rundbogig gewölbte Stollen | D-6-63-000-1085 | BW             |
| Zeller Straße, Platz der Fischerzunft (Standort) | Dreikronenbrunnen | Laufbrunnen, Pfeilerpostament mit Brunnenschale und Portraitmedaillon, darüber Säulenstumpf mit Vase, Sandstein und Kalkstein, Zopfstil, bezeichnet „1779“ | D-6-63-000-628  | weitere Bilder |
| Zeller Straße 11 (Standort)                      | Hausmadonna | Sandstein und Metall, 18. Jahrhundert, erneuert Wappenstein, vermauertes Handwerkerzeichen der Bäckerzunft, barock, Sandstein, bezeichnet „1677“ | D-6-63-000-629  | weitere Bilder |
| Zeller Straße 15 (Standort)                      | Wohnhaus | Dreigeschossiger Walmdachbau in Ecklage, Putzmauerwerk mit Sandsteinkanten und -rahmungen, Eckpilaster mit Nische und Hausmadonna, barock, 18. Jahrhundert | D-6-63-000-631  | weitere Bilder |
| Nähe Zeller Straße (Standort)                    | Bildstock | Sockel mit ornamentiertem Schaft und Reliefaufsatz Pietà und seitliche Heiligenfiguren, Sandstein, 1721, Sockel und Schaft erneuert | D-6-63-000-632  | weitere Bilder |
| Zeller Straße 30 (Standort)                      | Hoftor | Unverputzte Hofmauer mit korbbogigem profiliertem Portal über Halbpfeilern, barock, Kalkstein, 18. Jahrhundert | D-6-63-000-633  | weitere Bilder |
| Zeller Straße (Standort)                         | Brunnen | Wandbrunnen, Wandaufbau mit Rundbogennische und Brunnenbecken in übergiebeltem Risalit mit Vasenbekrönung, Sandstein und Kalkstein, Zopfstil, 1778 | D-6-63-000-634  | weitere Bilder |
| Zeller Straße 36, 38 (Standort)                  | Kloster des Deutschen Ordens | Ehemalige Klosterkirche, jetzt evangelisch-lutherische Deutschhauskirche (Pfarrkirche), einschiffiger Satteldachbau mit Strebepfeilern, Maßwerkfenstern und Tympanonportal sowie gewölbter Straßenüberbauung, gotisch, 1260–1296, seitlicher quadratischer Turm mit Sandsteingliederung, erste Hälfte 13. Jahrhundert, verschieferte barocke Zwiebelhaube mit Laterne, 17./18. Jahrhundert; mit Ausstattung; Ehemalige Deutschordenskomturei, zweigeschossiger Walmdachbau über hohem Kellersockel, Putzmauerwerk mit Sandsteinkanten und -rahmungen sowie Wappenportal, barock, wohl von Antonio Petrini, 1694 | D-6-63-000-635  | weitere Bilder |
| Zeller Straße 40 (Standort)                      | Ehemaliges Fürstbischöfliches Jagdzeughaus                                                                                         | Dreigeschossiger Mansarddachbau mit Halbwalmgiebeln über Kellervollgeschoss, schlichte Putzfassade mit Werksteinkanten und -rahmungen, barock, Balthasar Neumann, 1724, verändert An der nördlichen Schmalseite Figurenportal mit Diana-Gruppe, Sandstein, von Jacob von der Auwera, nach Entwurf von Clemens Lünenschloß | D-6-63-000-637  | weitere Bilder |
| Zeller Straße 45 (Standort)                      | Ehemalige Zeller Torwache | Eingeschossiger Walmdachbau mit Portikus und Kuppelaufsatz, klassizistisch, Peter Speeth, 1814 | D-6-63-000-638  | weitere Bilder |
| Zeller Straße 45a, b, c, d (Standort)            | Mehrfamilienwohnhaus des ehemaligen Bau- und Sparvereins                                                                           | Mittelbau, zweigeschossiger, risalitartig vortretendes Mietwohnhaus mit Mansardwalmdach zu acht Fensterachsen, im Inneren stark verändert; Kopfbauten, zweigeschossige Wohnhäuser mit Walmdächern und drei zu zwei Fensterachsen, mit Ausstattung; 1926, von Hans Korzendorfer. | D-6-63-000-1159 | BW             |
| Ziegelaustraße 1a–f (Standort)                   | Wohnanlage | Unregelmäßig hufeisenförmige zwei-/dreigeschossige Baugruppe, Putzmauerwerk mit Mansardwalm- und Satteldächern um einen Gartenhof, Heimatstil, Anton Eckert, 1913 | D-6-63-000-642  | Wohnanlage     |
| Ziegelaustraße 2 (Standort)                      | Mietshaus | Dreigeschossiger Walmdachbau mit Erkern und Loggien, Putzmauerwerk mit ornamentierten Gliederungen, Jugendstil, Anton Eckert, 1903 | D-6-63-000-643  | Mietshaus      |
| Ziegelaustraße 5a (Standort)                     | Wohnhaus | Zweigeschossiges Rückgebäude mit Satteldach und Schweifblendgiebeln mit Kugelaufsätzen, kleinteilig gegliedert durch Treppenturm mit Fachwerkaufsatz und Fachwerkerker sowie Eckerker mit Zeltdach, historisierend, Fa. Anton Eckert, 1903 | D-6-63-000-3    | Wohnhaus       |

## Ehemalige Baudenkmäler
In diesem Abschnitt sind Objekte aufgeführt, die früher einmal in der Denkmalliste eingetragen waren, jetzt aber nicht mehr. Objekte, die in anderem Zusammenhang also z. B. als Teil eines Baudenkmals weiter eingetragen sind, sollen hier nicht aufgeführt werden. Aktennummern in diesem Abschnitt sind ehemalige, jetzt nicht mehr gültige Aktennummern.

| Lage                                            | Objekt                                                         | Beschreibung | Akten-Nr.      | Bild           |
| ----------------------------------------------- | -------------------------------------------------------------- | --- | -------------- | -------------- |
| Domerschulstraße 17 (Standort)                  | Gartenmauer mit Portal                                         | Um 1799; Wappenstein, bezeichnet mit „1568“ | D-6-63-000-96  | BW             |
| Domerschulstraße 18 (Standort)                  | Ehemaliges Jesuitenkolleg, jetzt Bischöfliches Klerikalseminar | Dreiflügelanlage über dreieckigem Grundriss, Nordflügel 1715–1719 von Joseph Greissing, Westflügel 1724–1729 von Balthasar Neumann, Südflügel 1788; zugehörig die Michaelskirche (Neubaustraße 13) | D-6-63-000-97  | weitere Bilder |
| Dreikronenstraße 13 (Standort)                  | Hauswappen                                                     | 18. Jahrhundert | D-6-63-000-109 | BW             |
| Franziskanerplatz 1 (Standort)                  | Madonnenfigur                                                  | 18. Jahrhundert | D-6-63-000-146 | BW             |
| Handgasse 8 (Standort)                          | Rest der Mittelmauer                                           | Hierzu Rest der Mittelmauer, 15. Jahrhundert | D-6-63-000-176 | BW             |
| Klinikstraße 14 (Standort)                      | Mietshaus                                                      | Viergeschossiger Satteldachbau mit Sockelgeschoss, Fassade mit Stuckrahmungen, Historismus, um 1880                                                                                                | D-6-63-000-275 | BW             |
| Neubaustraße 3, 5 (Standort)                    | Katholisches Ursulinenkloster                                  | Siehe Augustinerstraße 17 | D-6-63-000-594 | BW             |
| Reuerergasse, an der Ecke Rosengasse (Standort) | Pietà                                                          | 18. Jahrhundert | D-6-63-000-459 | Pietà          |
| Schottenanger 15 (Standort)                     | Alte Kaserne                                                   | Langgestreckter Walmdachbau, spätes 17. Jahrhundert, von Antonio Petrini | D-6-63-000-9   | Alte Kaserne   |